# Abbaye de Saint-Sever
Pour les articles homonymes, voir Saint-Sever (homonymie).
L’abbaye de Saint-Sever, dans les Landes à Saint-Sever, est une ancienne abbaye bénédictine fondée par le comte de Gascogne Guillaume Sanche à la fin du Xe siècle.
L'église abbatiale est classée monument historique le 18 novembre 1911 et inscrite au patrimoine mondial de l'UNESCO en 1998, au titre des chemins de Saint-Jacques-de-Compostelle en France.

## Présentation
L’abbatiale de style roman est étonnamment vaste et ses dimensions sont impressionnantes : 71 m de long, 31 m de large pour la nef et 41 m pour le transept. Elle présente un chœur à six absidioles de profondeur décroissante, suivant un plan bénédictin. Les colonnes de marbre du chœur et du transept proviennent du palais des gouverneurs romains de Morlanne, situé non loin de là. Une partie du cloître appartient à des particuliers.
L'abbatiale possède un des plus beaux chevets à sept absides échelonnées. Seules deux églises en France ont conservé cette forme inspirée de Cluny II, car la forme la plus courante est celle à trois absides. Saint-Sever reste le seul exemple en France, avec l'église Saint-Genès de Châteaumeillant, de ce type de chevet.
Les tribunes du transept donnent accès à des chapelles d’étage. Le transept et les bas-côtés permettaient d’accueillir une foule importante de fidèles et de pèlerins attirés par cette étape de la voie limousine vers Saint-Jacques-de-Compostelle.

## Historique

### Origines
Au Ve siècle, Severus, le futur saint Sever, est envoyé par le pape pour évangéliser la  Novempopulanie. Il est martyrisé et décapité selon la légende par les Wisigoths sur la côte de Brille, un chemin montant des berges de l'Adour jusqu'à la butte de Morlanne, sur les hauteurs de Saint-Sever. Une première chapelle est édifiée en son honneur au VIIe siècle.

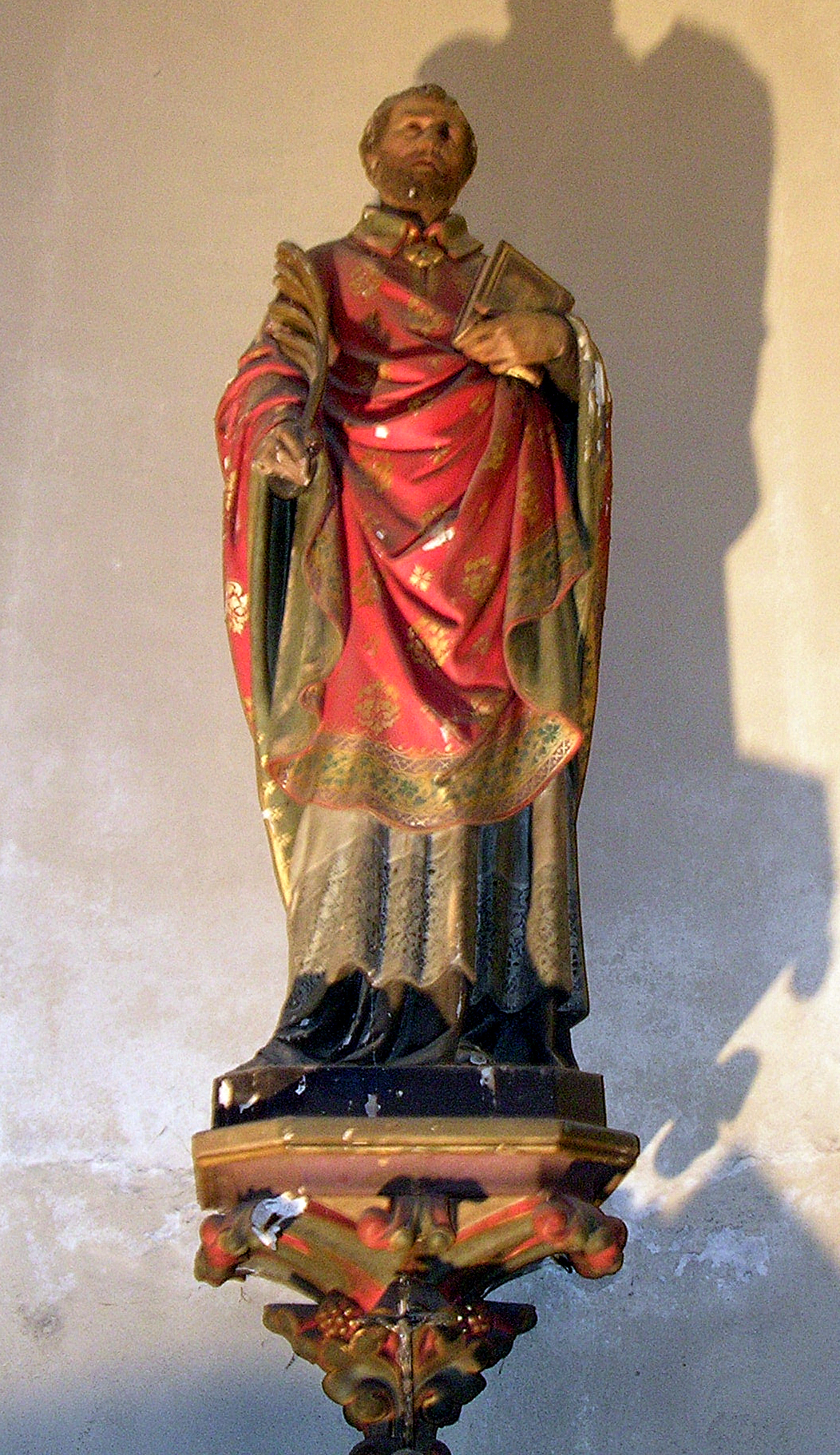
Statue de saint Sever
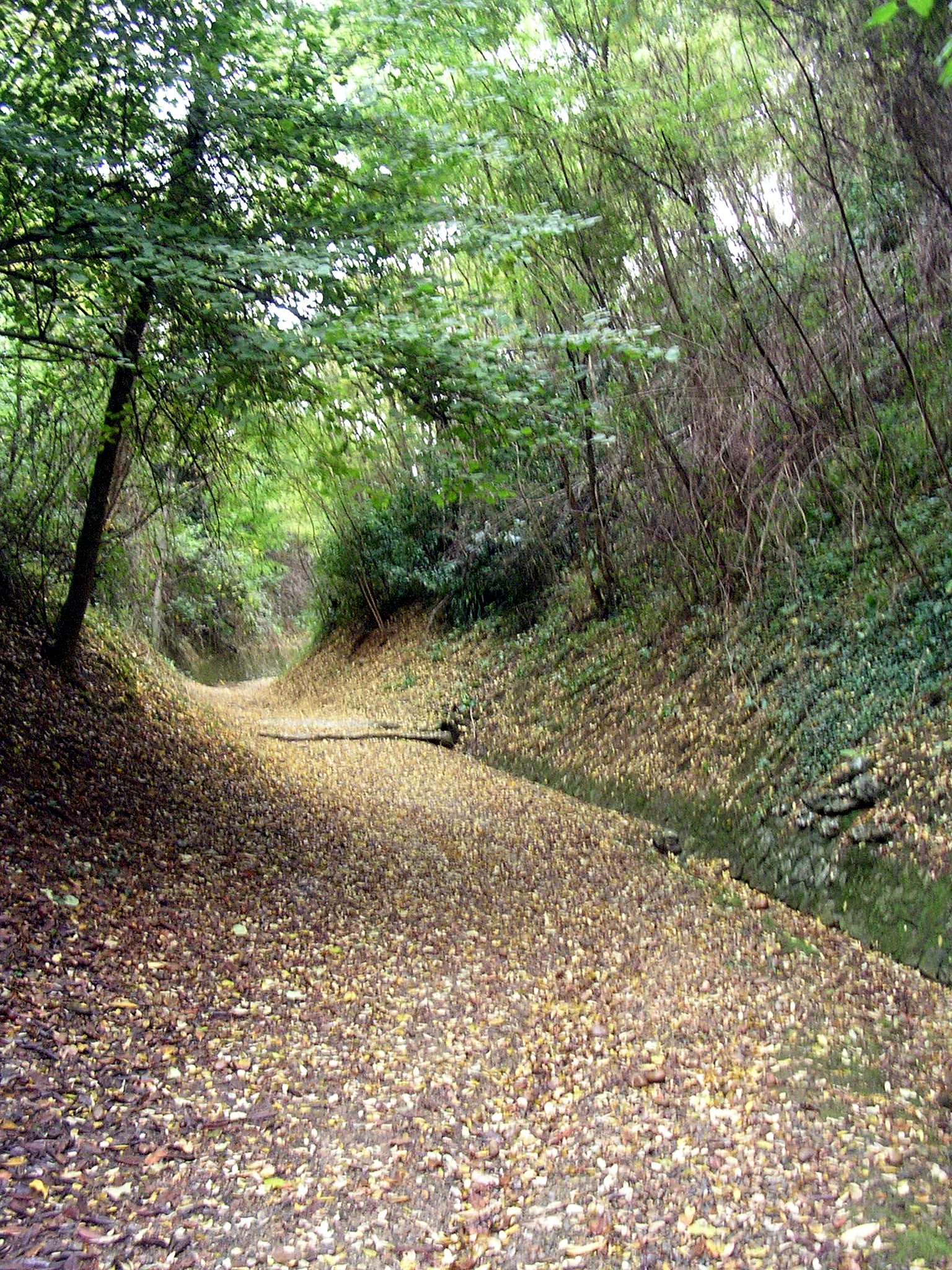
Côte de Brille, première voie d'accès à Saint-Sever[4],[Note 1].
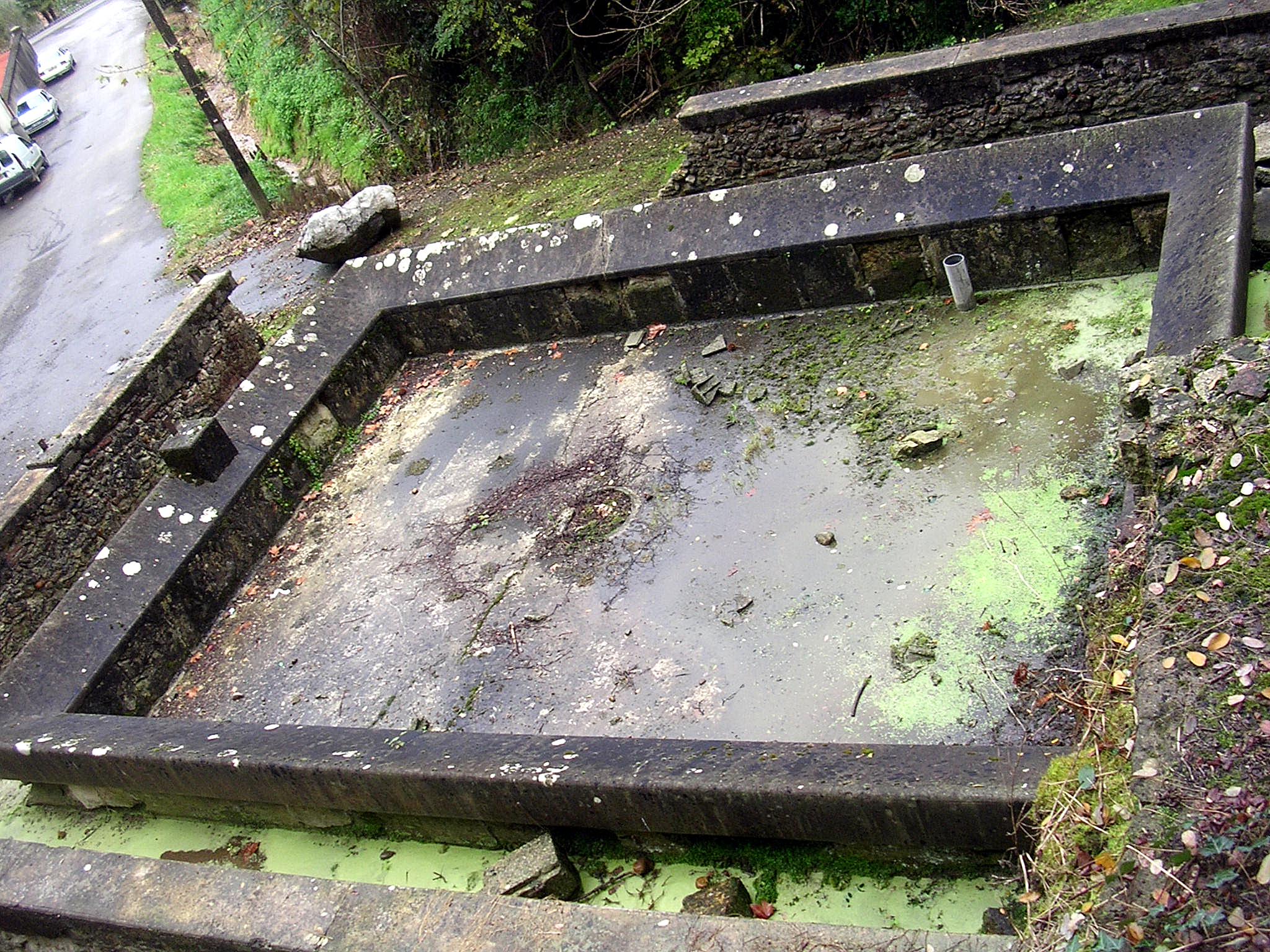
Fontaine au pied de la côte de Brille

Après sa victoire à la bataille de Taller vers 982 - 983, le duc Guillaume Sanche de Gascogne achète en 988 la terre et décide d'y édifier un monastère. À l'époque, la région compte en effet de nombreuses et riches villae romaines telles que la villa du Gleyzia d'Augreilh toute proche, mais aucune cité importante. La fondation d'une abbaye, non loin du site antique de la butte de Morlanne, qui domine la vallée de l'Adour, est à la fois un acte politique et religieux qui permet aux ducs de Gascogne de mieux asseoir leur autorité.
L'abbaye bénédictine de Saint-Sever va connaître, dans tous les domaines, une expansion et un rayonnement exceptionnels. Ses innombrables possessions s’étendent dès le XIe siècle du Médoc jusqu’à Pampelune en Espagne. Grégoire Montaner, moine de Cluny, règne sur l’abbaye de 1028 à 1072. C'est sous son abbatiat que commence la reconstruction de l’église sur le modèle de Cluny après un incendie survenu en 1060, avec des maîtres d'œuvre et des sculpteurs aussi remarquables par leur expérience que par leur esprit novateur, et des enlumineurs, parmi lesquels Stephanus Garsia, l’auteur des miniatures du Beatus.

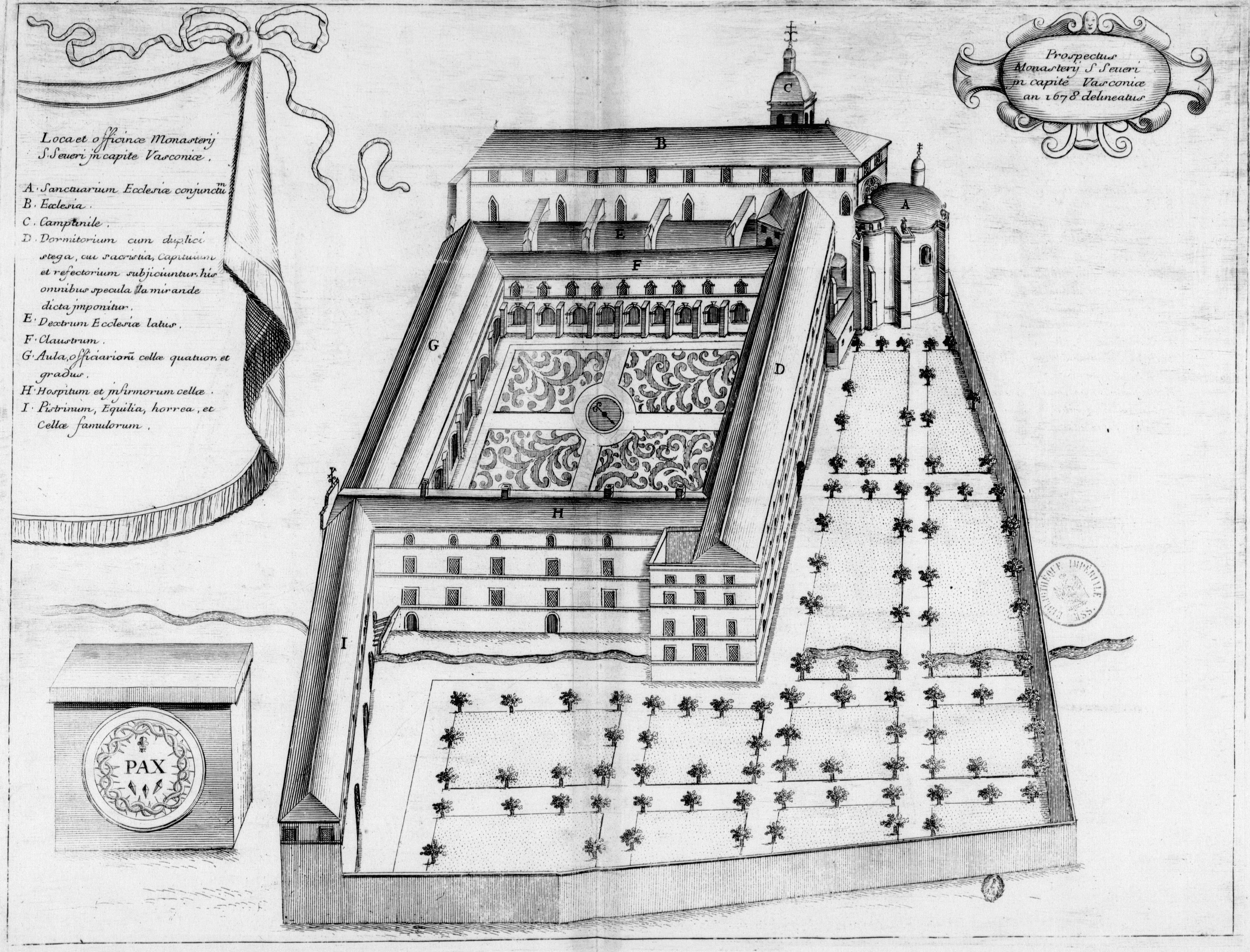
Planche gravée du XVIIe siècle représentant l'abbaye de Saint-Sever[5].
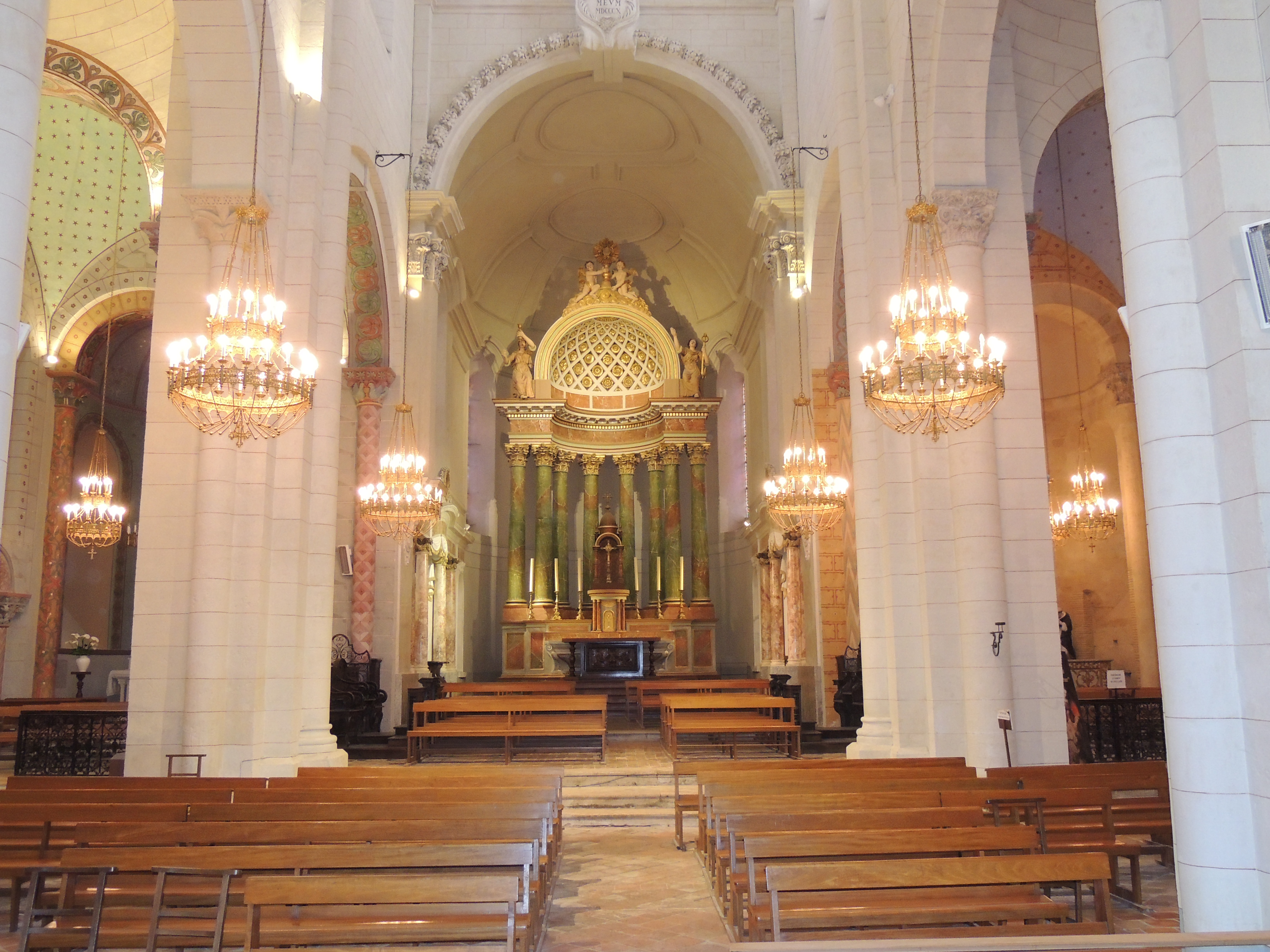
Chœur de l'abbatiale de Saint-Sever rénové.
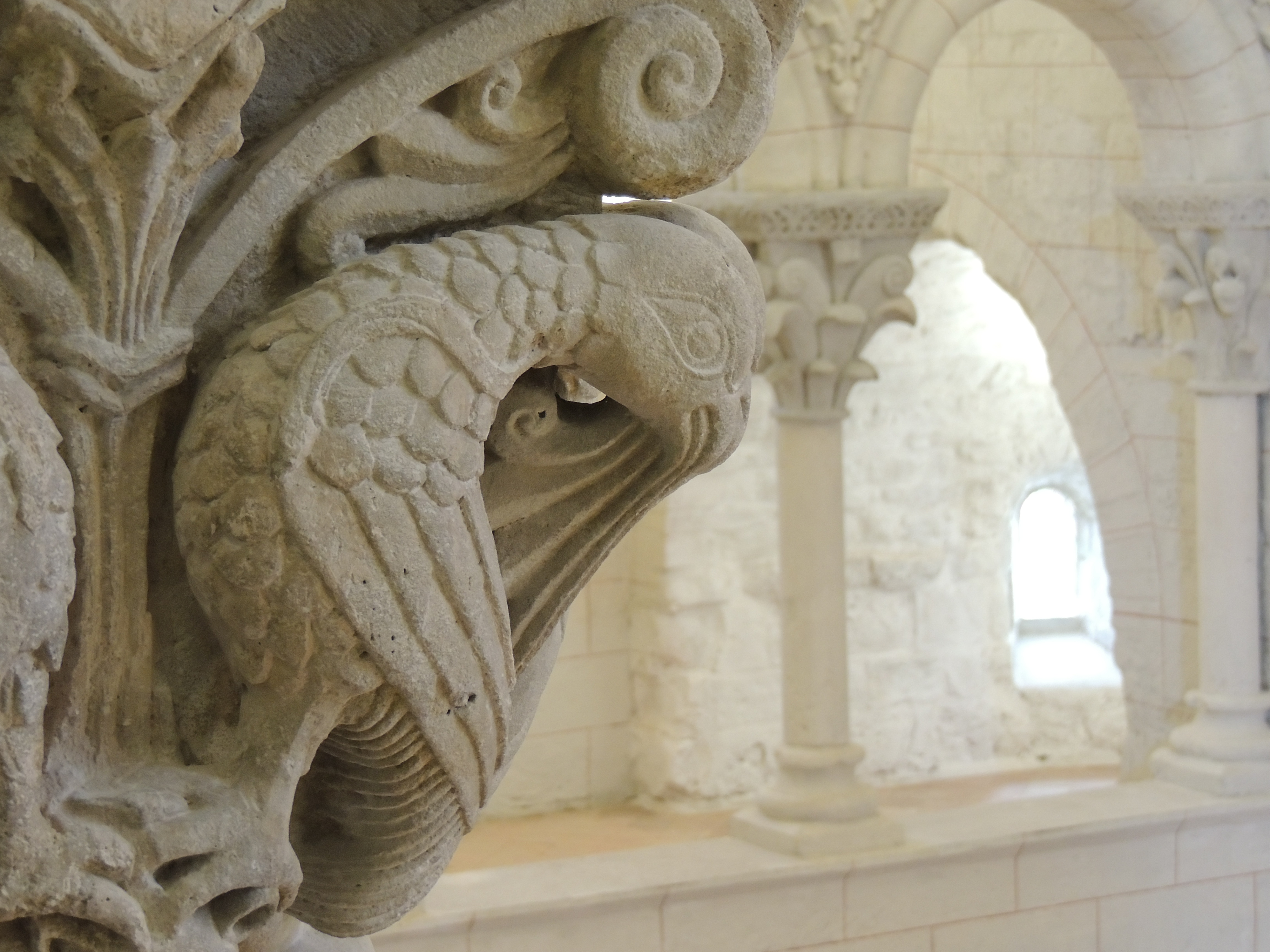
Chapiteau de l'abbatiale de Saint-Sever.

### Apogée
La renaissance gasconne du XIe siècle, qui fait suite aux invasions barbares, tient pour une bonne part à l'installation des monastères. Les communautés monastiques entraînent le défrichement des terres vacantes et des forêts et le regroupement des paysans autour des abbayes et prieurés (voir sauveté). Parallèlement, évêques et abbés s’emploient à reconstruire les villes ruinées par les Vikings : Oloron, Nogaro, La Réole, Saint-Sever leur doivent l’existence ou la renaissance.
Dans tous les domaines, qu’ils soient religieux, administratif, social, économique et culturel, la Gascogne connaît un renouveau grâce à l’abbaye qui s’impose à toute la province comme une puissance foncière. À son apogée, dès la fin du XIe siècle, un vaste domaine entoure le monastère qui possède également dans le diocèse d’Aire-sur-Adour de nombreuses villae de l’époque romaine, des terres et des églises, dans un rayon de 35 km. Hors de ce diocèse, le monastère acquiert des domaines en Agenais, Bazadais et pays de Born (Prieuré de Mimizan). Au-delà, Saint-Sever détient une église en Navarre près de Pampelune, ainsi que des biens en Médoc, dont la basilique Notre-Dame de Soulac — possession contestée par l'abbaye Sainte-Croix de Bordeaux. En Gascogne, la plupart des possessions de Saint-Sever correspondent à une situation stratégique de l’époque : site défensif, zone de passage sur la Garonne ou sur l’Adour, axe de circulation. Distantes d’au maximum une trentaine de kilomètres l’une de l’autre, ces possessions constituent pour les pèlerins des jalons et des gîtes d’étape. Dans le choix des acquisitions, entre également en compte de la fertilité des terrains. La vallée de l’Adour, les côtes de Buzet, les possessions en Armagnac, les vignes en Bordelais dévoilent les centres d’intérêt et les préoccupations économiques des moines qui plantent des vignes à proximité des monastères.
En 1087 le comte et la comtesse de Bigorre donnent l'abbaye à l'abbé Grégoire.

### Déclin
Le déclin s’amorce avec la fin du duché de Gascogne et se précipite avec la guerre de Cent Ans et les guerres de Religion.
L'abbaye subit d'abord de graves dommages liés à de nombreux sièges au cours de la guerre de Cent Ans, période où la Gascogne est un enjeu entre la France et l’Angleterre. Le monastère en particulier est plusieurs fois détruit et incendié par les Français. Les bas-côtés sont alors reconstruits en partie.
Puis viennent les guerres de Religion, avec les massacres des années 1569 et 1570 et le saccage et la ruine du monastère par les huguenots de Montgomery, pourchassés par les troupes catholiques de Montluc pendant les guerres de Religion dans les Landes. Il faut attendre plus d’un siècle avant que la congrégation de Saint-Maur n’entreprenne des travaux de réfection de l’abside et des bâtiments conventuels.
À la Révolution française, les moines sont chassés, l'abbaye est désaffectée et les bâtiments conventuels attribués et vendus. L'église abbatiale est quant à elle rendue au culte en 1795 ; les bâtiments monastiques sont occupés par la mairie et par diverses administrations. Les restaurateurs du XIXe siècle redécorent la nef et les façades de l'abbatiale en style néo-roman, pastiche conforme au goût de l’époque pour l’architecture médiévale.

## Éléments remarquables
La restauration totale de l'intérieur de l'abbatiale a duré de fin 2013 à l'automne 2020. L'inauguration a eu lieu le 12 novembre 2021.

### Le tympan nord
Le tympan se situe au-dessus du portail nord de l'église abbatiale. Chef-d'œuvre du XIe siècle, il compte parmi les premiers tympans sculptés de l'art roman. La scène représentée est tirée de L'Apocalypse, dernier livre du Nouveau Testament. L'Apocalypse est également le thème du Beatus, dont le tympan tire probablement son influence. Au centre, le Christ en gloire est inscrit dans une mandorle. Assis sur un trône, il lève sa main droite dans un geste de bénédiction et tient un livre dans sa main gauche. Un séraphin se tient à sa droite, un chérubin à sa gauche. Les représentations symboliques des quatre Évangélistes sont autour de lui, même si deux ont aujourd'hui disparu. À sa gauche, le taureau ailé symbolise Luc. À sa droite, le lion ailé symbolise Marc. Tous deux figurent dans le Beatus. À gauche du taureau ailé, l'archange saint Michel terrasse le dragon. Il symbolise la victoire du Christ sur le péché. À la droite du lion ailé, l'ange pose sa main sur la tête de Jean, à qui est révélée la scène et auteur de L'Apocalypse. Par ce geste, l'ange invite Jean à se prosterner devant le Christ.

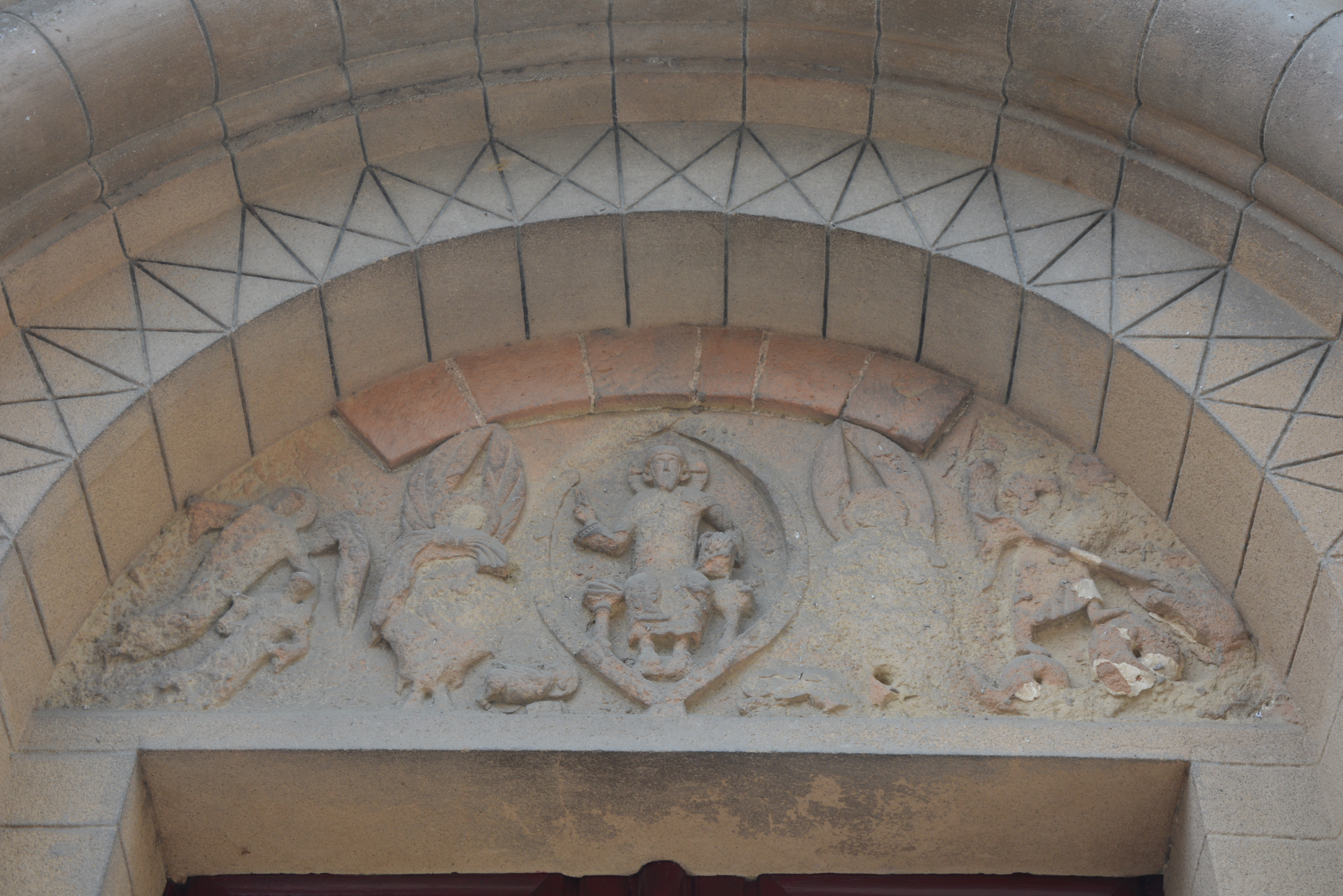
Tympan nord détail abbatiale de Saint-Sever.
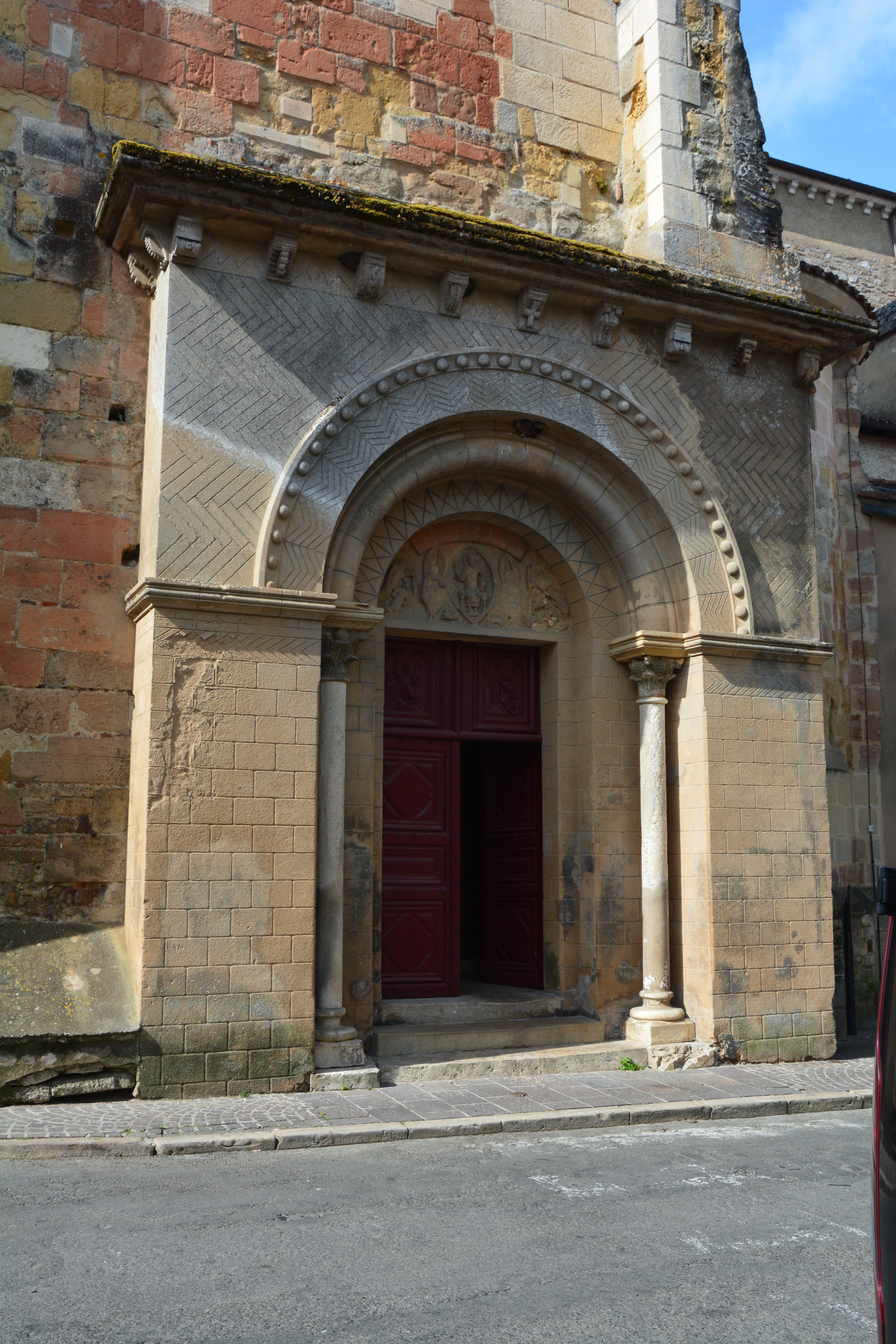
Tympan nord de l'abbatiale de Saint-Sever.
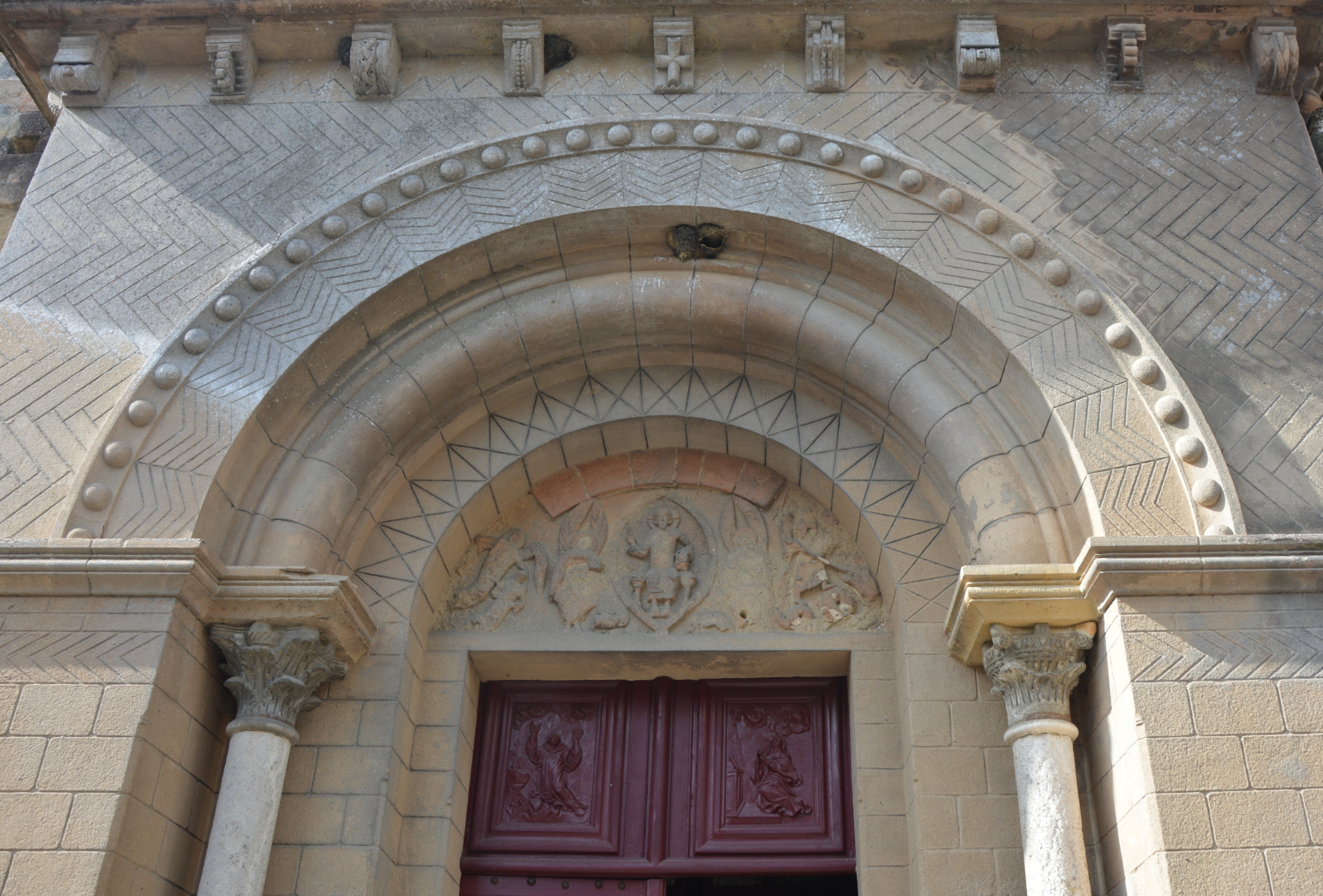
Partie supérieure tympan nord de l'abbatiale Saint-Sever.

### Le chevet
L'abbaye de Saint-Sever possède l'un des plus beaux chevets à sept absidioles échelonnées. Seules deux églises en France ont conservé cette forme inspirée de Cluny II, car la forme la plus courante est celle à trois absides. Saint-Sever reste le seul exemple en France avec l'Église Saint-Genès de Châteaumeillant de ce type de chevet, en grande partie dégagé à la vue.

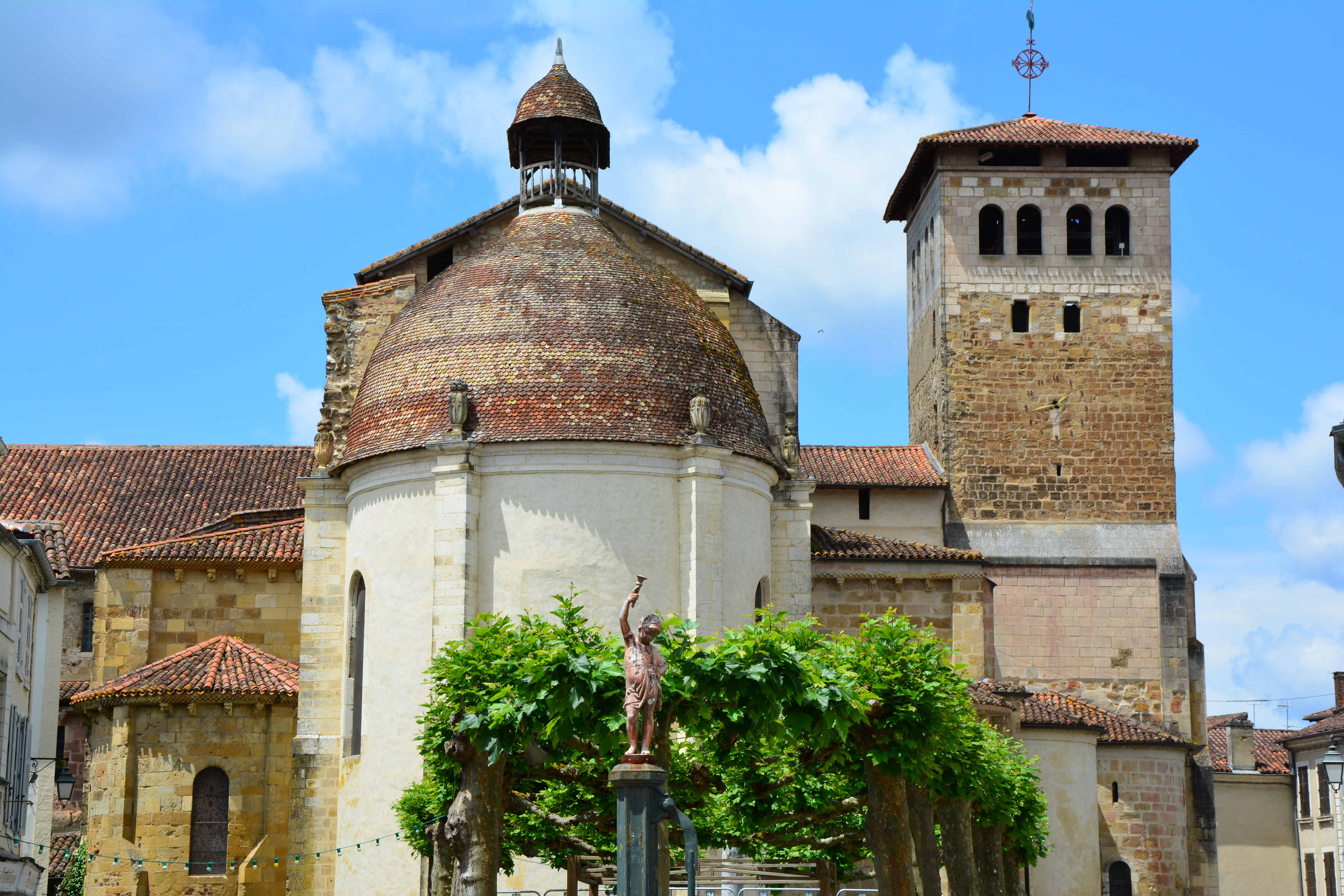
Chevet de l'abbatiale de Saint-Sever.
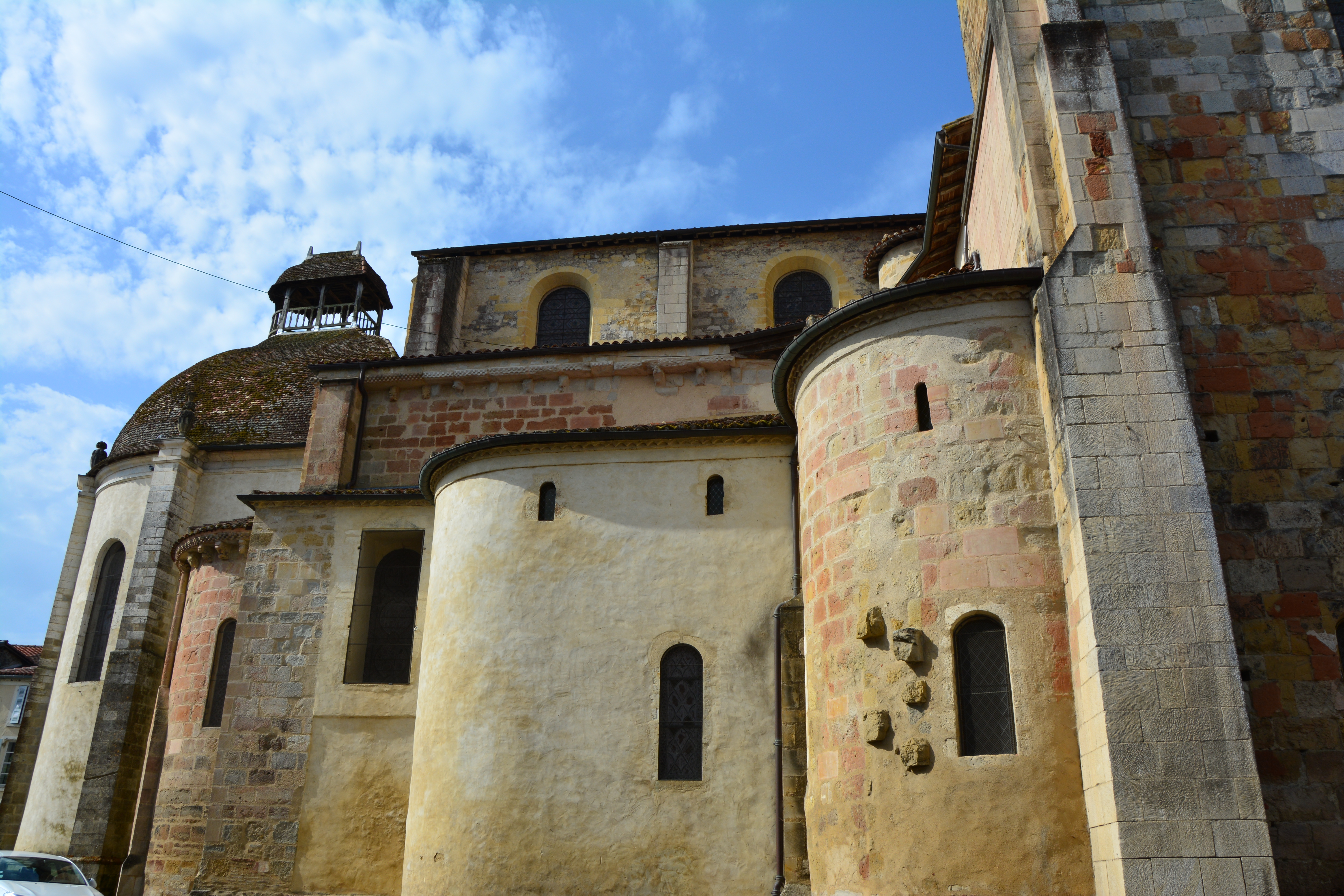
Chevet de l'abbatiale de Saint-Sever vu du nord.

### Le reliquaire

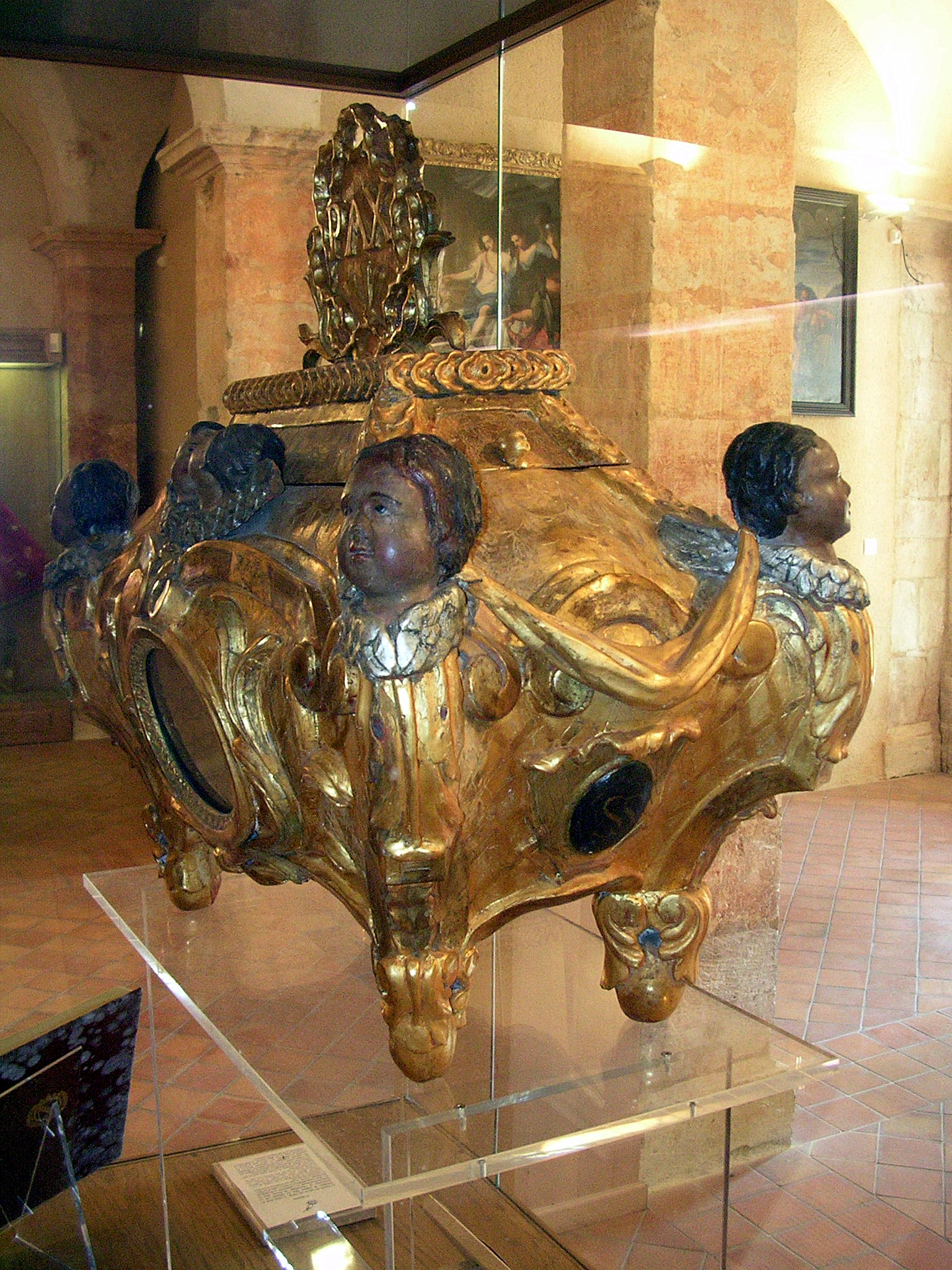
Le reliquaire de saint Sever.

L'abbaye de Saint-Sever possédait au Moyen Âge de nombreuses reliques dont la plus célèbre était le chef (autrement dit la tête, le crâne) de saint Sever. Cette dernière fut détruite lors des guerres de religion qui firent des ravages dans la région. Aussi, après avoir patiemment reconstruit le sanctuaire vandalisé en 1569 (l'autel fut restauré en 1681), les moines se préoccupèrent de trouver une relique insigne.
L'église Sainte Eulalie de Bordeaux possédant, selon une tradition immémoriale, les restes de saint Clair et de ses compagnons (dont saint Sever), une ambassade obtint de l'archevêque la permission de retirer du reliquaire bordelais une partie des reliques de saint Sever en 1714. Le retour officiel eut lieu en 1716, en grande pompe. Le reliquaire actuel date de 1783 et a été offert par monseigneur Playcard de Raygecourt, évêque d'Aire-sur-l'Adour. Ce reliquaire est le témoignage de la volonté de l'évêque de rester fidèle au goût baroque français, en opposition au goût néo-classique.

### Les chapiteaux
L'abbatiale regroupe 150 chapiteaux dont 77 authentifiés comme étant gallo-romains et romans. Les chapiteaux polychromes à décor de lions datent du XIe siècle. Les chapiteaux corinthiens côtoient des chapiteaux à décors figurés et des chapiteaux historiés. Ces derniers avaient pour fonction d'enseigner la culture chrétienne.
- Le chapiteau d'Hérode : comptant parmi les plus beaux chapiteaux d'église à abbatiale, il se situe à l'entrée principale, sur la droite. Il représente une histoire racontée dans les évangiles. Hérode prend pour épouse Hérodiade, qui lui est apparentée. Jugeant cet acte immoral, Jean-Baptiste, le critique sévèrement. Hérode, roi puissant, fait mettre Jean-Baptiste en prison. Hérode organise un banquet pour son anniversaire, thème du chapiteau. Au cours du repas, la fille d'Hérodiade, Salomé, exécute une danse en l'honneur de son beau père, le roi Hérode. Ce dernier, charmé, lui accorde une faveur. Influencée par sa mère, Salomé demande qu'on coupe la tête de Jean-Baptiste sur le champ. Le chapiteau montre l'âme de Jean-Baptiste monter au Ciel, portée par deux anges. Salomé ressemble à une marionnette désarticulée, peut-être manipulée par sa mère, elle-même sous l'influence du diable.
- Les chapiteaux de Daniel : ce thème biblique est représenté sur plusieurs chapiteaux de l'église abbatiale. Le prophète Daniel est un jeune homme très pieux et très sage. Ses qualités lui valent d'entrer au service des rois Nabuchodonosor puis Darius, afin d'interpréter leurs rêves. Daniel provoque des jalousies et ses ennemis le font tomber en disgrâce. Darius est contraint de le jeter dans une fosse, en pâture aux lions. Fidèle à sa foi, il prie et les lions lui laissent la vie sauve. Daniel est un symbole de la résurrection : laissé indemne par les lions, il a vaincu la mort, comme le Christ le fera après lui. Une des particularités de l'abbatiale est que les lions semblent sourire alors que les oiseaux présentent un air féroce[17]

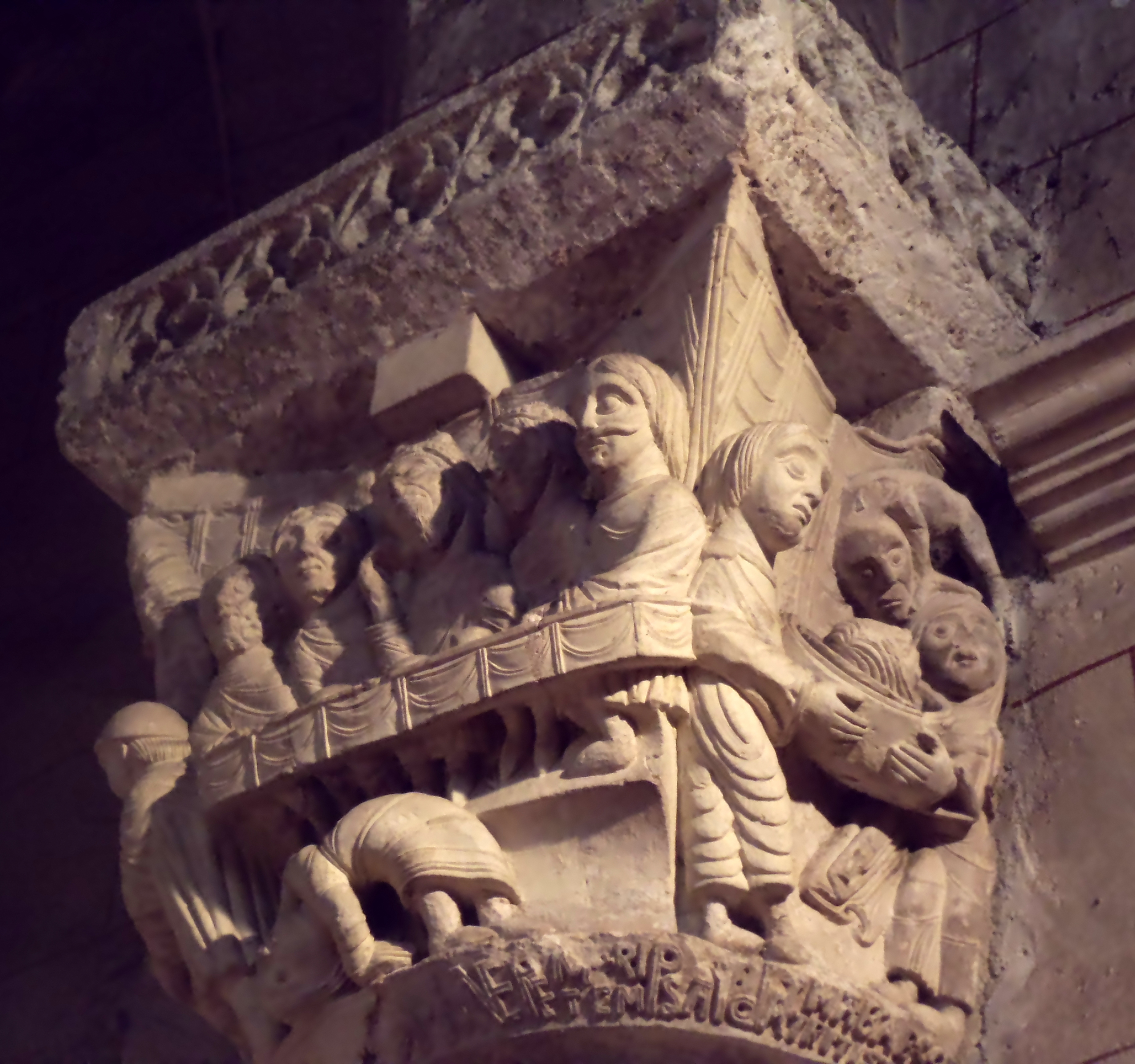
Le chapiteau d'Hérode.
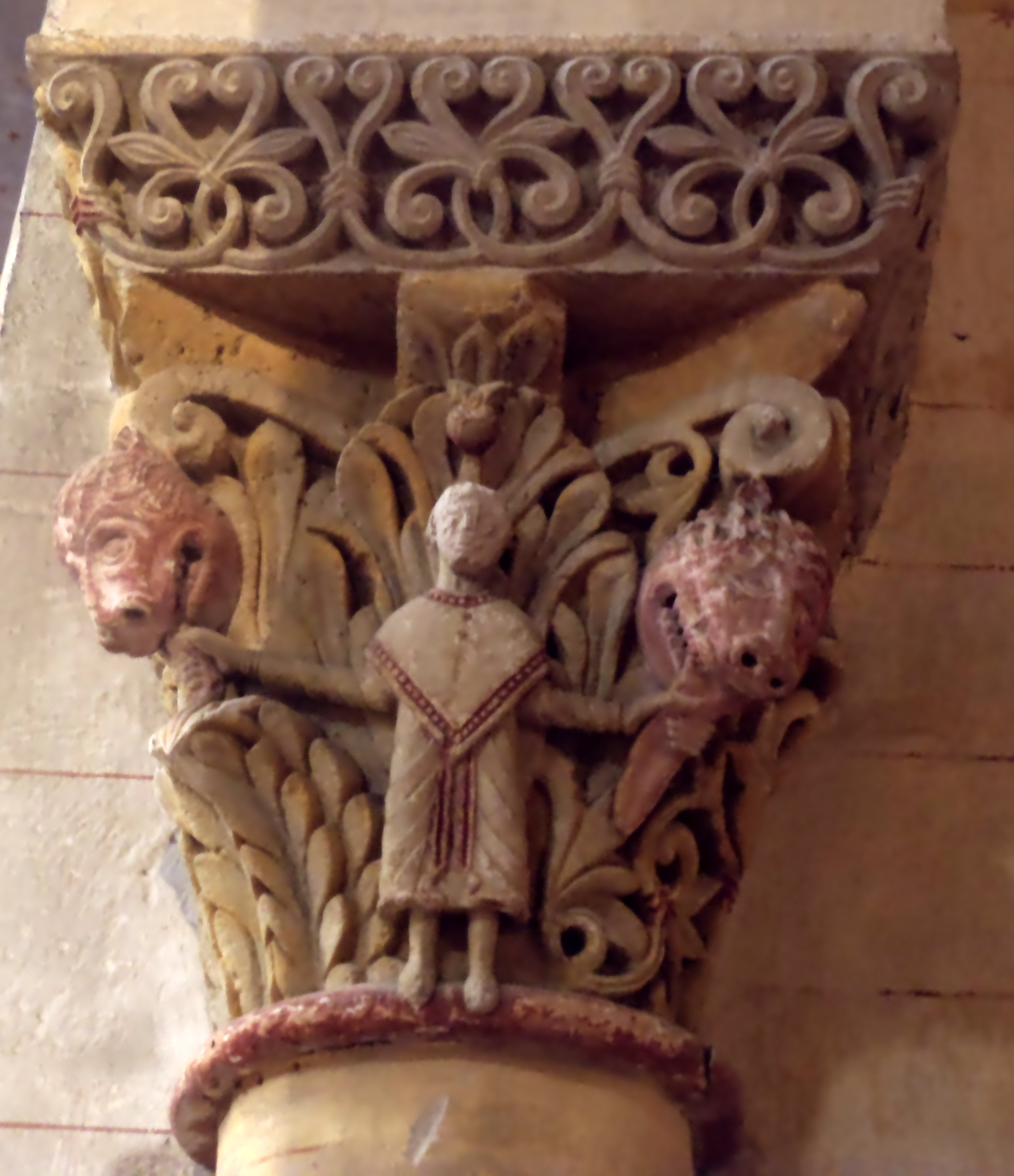
Le prophète Daniel dans la fosse aux lions.
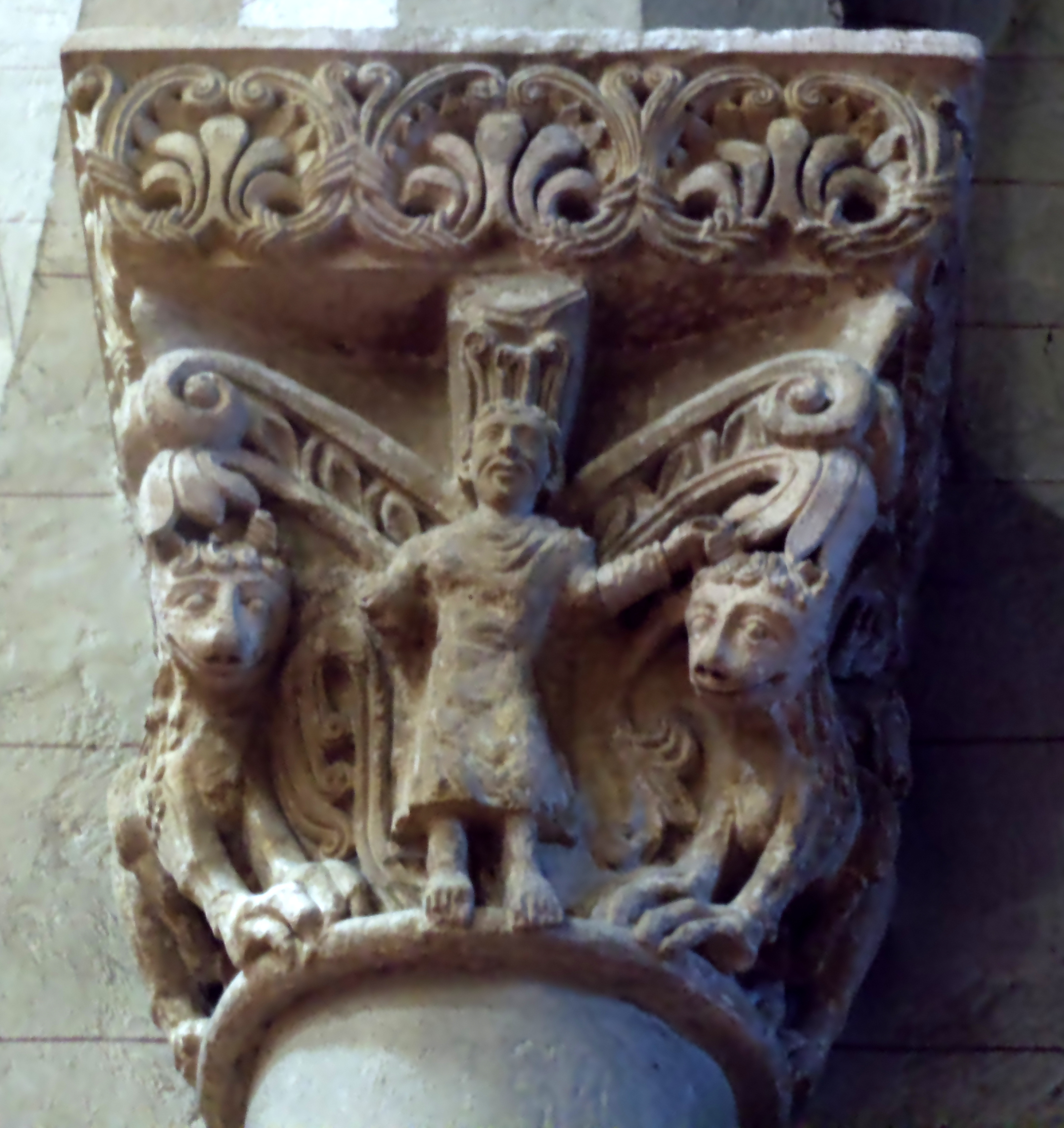
Le prophète Daniel dans la fosse aux lions.
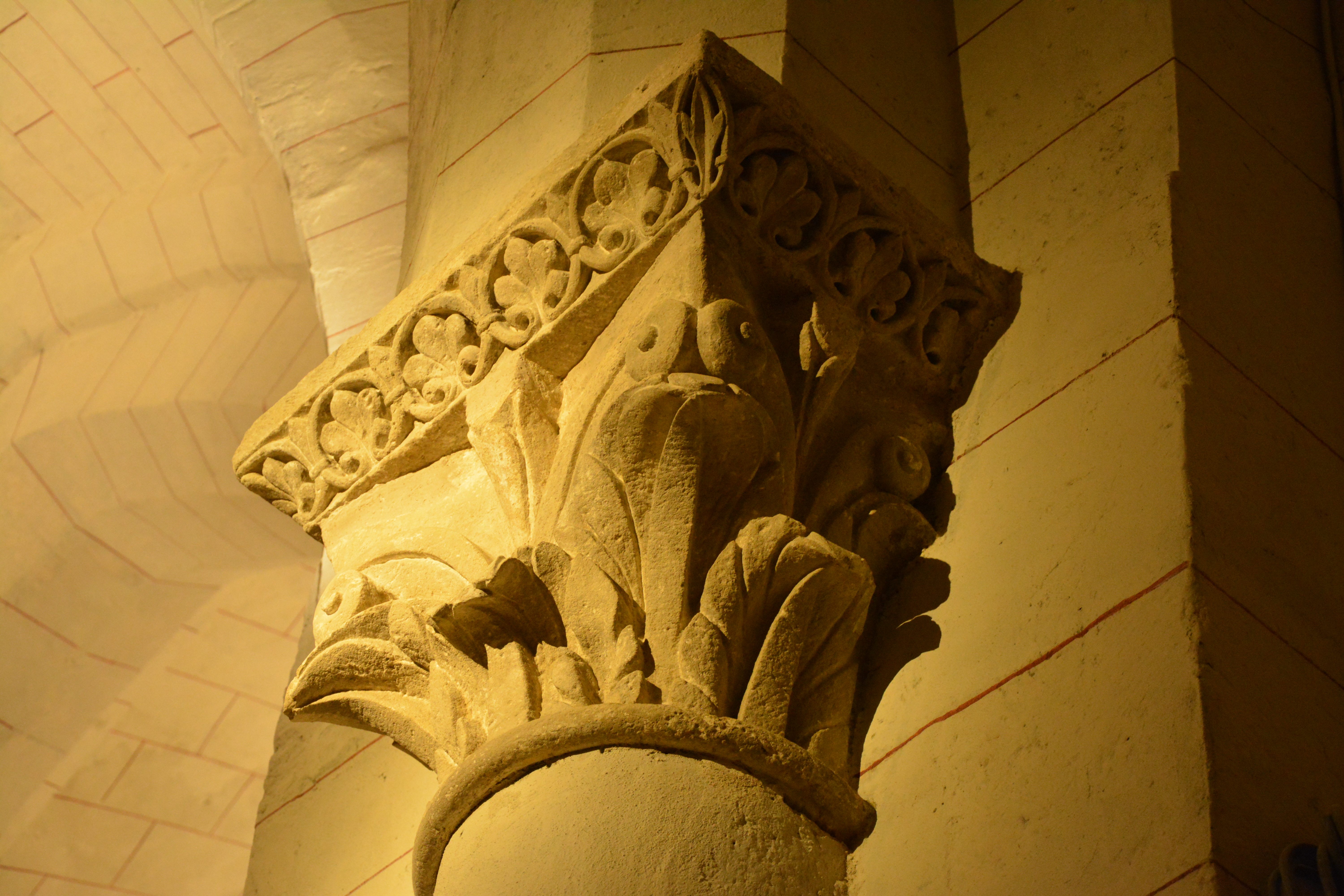
Chapiteaux bas-côté nord de l'abbatiale de Saint-Sever.

### Le Beatus
Le Beatus de Saint-Sever, également dit Apocalypse de Saint-Sever, est un manuscrit enluminé qui commente L'Apocalypse, dernier livre du Nouveau Testament. Il doit son nom au moine Beatus, du monastère de Liébana dans les Asturies, auteur du premier Beatus au VIIIe siècle, vraisemblablement dans le cadre d'un débat théologique. Le Beatus original est recopié à plusieurs reprises dans le courant du Moyen Âge, toujours en Espagne sauf une fois, à Saint-Sever.
L'exemplaire de l'abbaye de Saint-Sever est réalisé au milieu du XIe siècle, environ cinquante ans après la fondation de l'abbaye, par les copistes et enlumineurs, réunis autour du maître Stephanus Garcia Placidus, œuvrant sous l'abbatiat de Grégoire de Montaner. L'abbaye avait en effet un atelier d'écriture, ou scriptorium, pour recopier, décorer et conserver les livres précieux.
Ce manuscrit est écrit à la plume sur du parchemin. Richement imagé avec des encres de couleurs vives et de l'or, il relate les visions de saint Jean. Unique exemplaire en France, mais inspiré de Beatus espagnols, il témoigne non seulement de l'érudition et du génie créateur du maître mais aussi de la vitalité intellectuelle et artistique du monastère de Saint-Sever au XIe siècle. Très onéreux, ce type d'ouvrage reflète également la richesse et la puissance de l'abbaye au XIe siècle.
L'Apocalypse de Jean, texte du tout début du Ier millénaire, est écrit pour dévoiler l'avenir aux premiers chrétiens persécutés dans l'Empire romain. À l'époque où le premier Beatus est réalisé, l'Espagne est sous domination musulmane. En recopiant le premier Beatus, les moines espagnols voyaient peut-être la promesse d'une reconquête à venir. Le Beatus de Saint-Sever contient également un commentaire de saint Jérôme sur le Livre de Daniel, un des passages de l'Ancien Testament.
La carte du Beatus de Saint-Sever, qui représente le monde connu d'alors, fait la part belle à la Gaule, à l'Aquitaine et à Saint-Sever. Ce document a été préservé des Guerres de Religion par des mains pieuses. On le retrouve dans les collections du cardinal archevêque de Bordeaux François d'Escoubleau de Sourdis au début du XVIIe siècle puis à la bibliothèque de l'Arsenal à Paris. Il est conservé de nos jours à la Bibliothèque nationale de France.

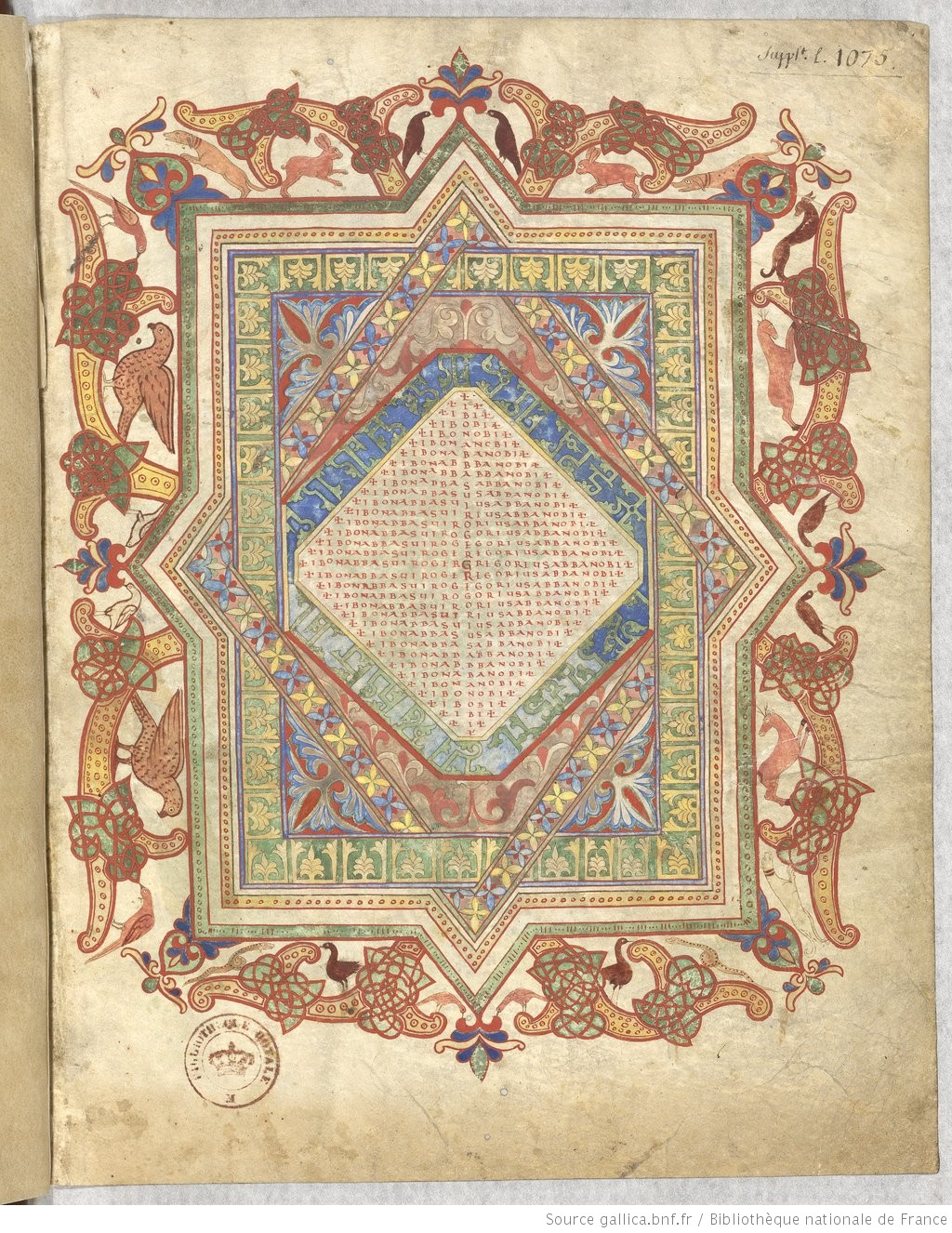
Frontispice du Beatus.
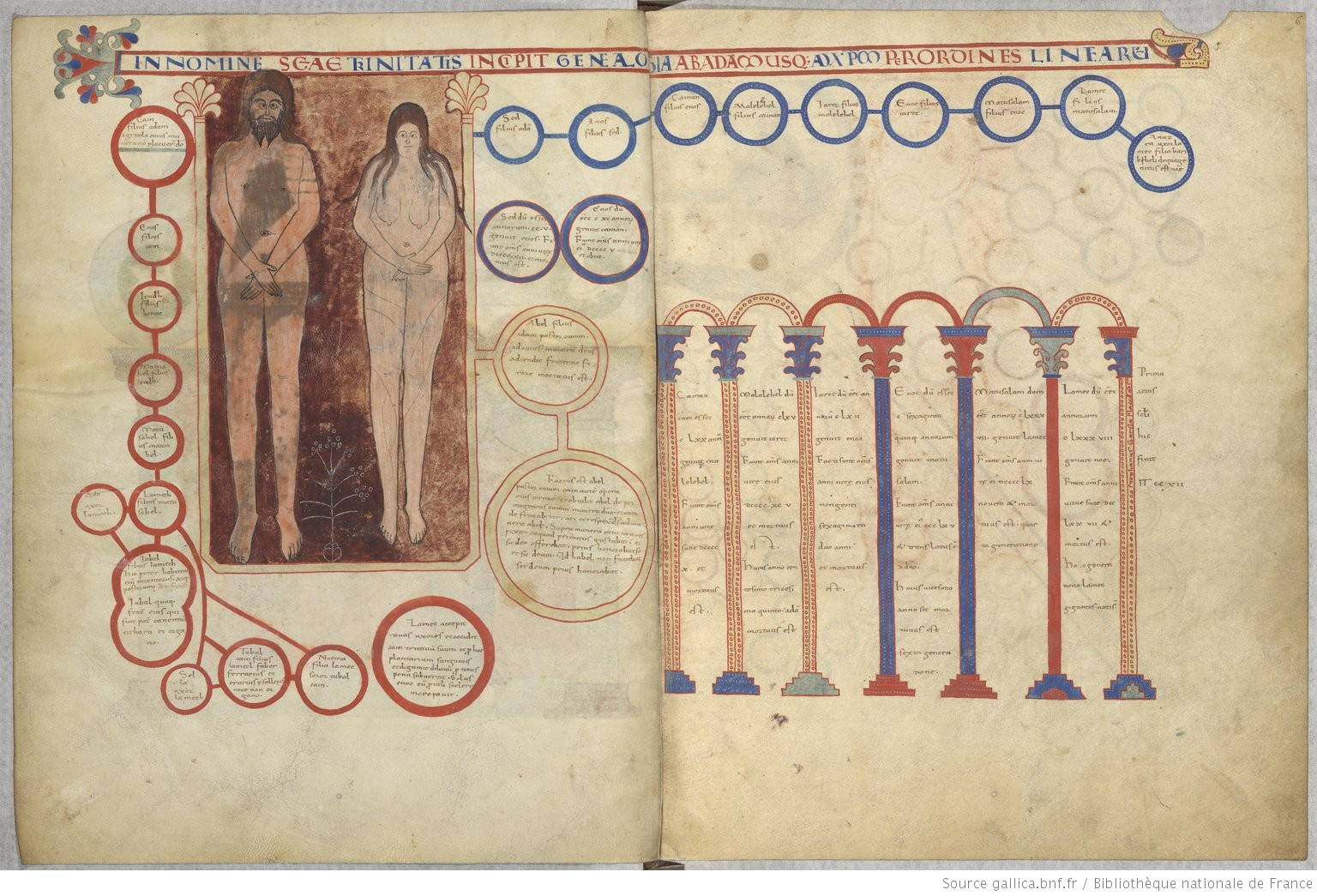
La généalogie du Christ.
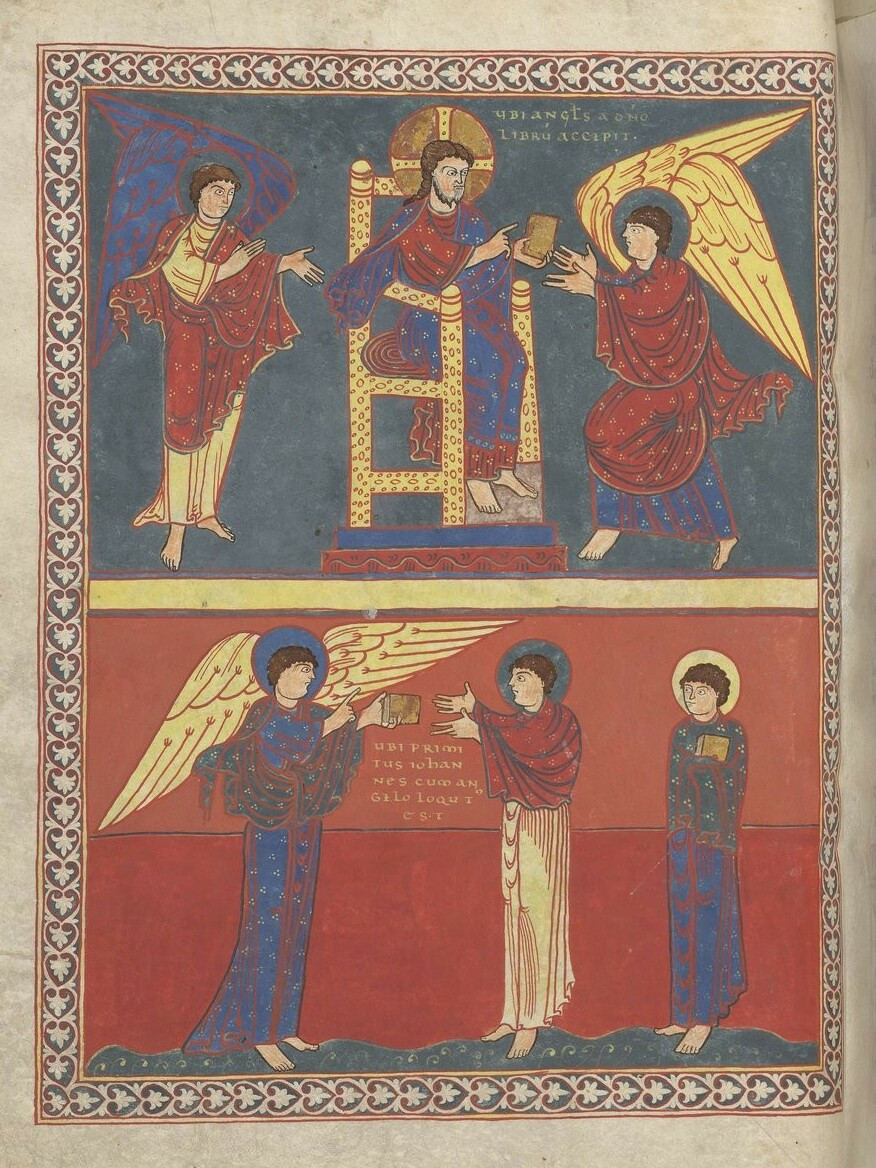
L'ange remet à Jean le Livre des Révélations.
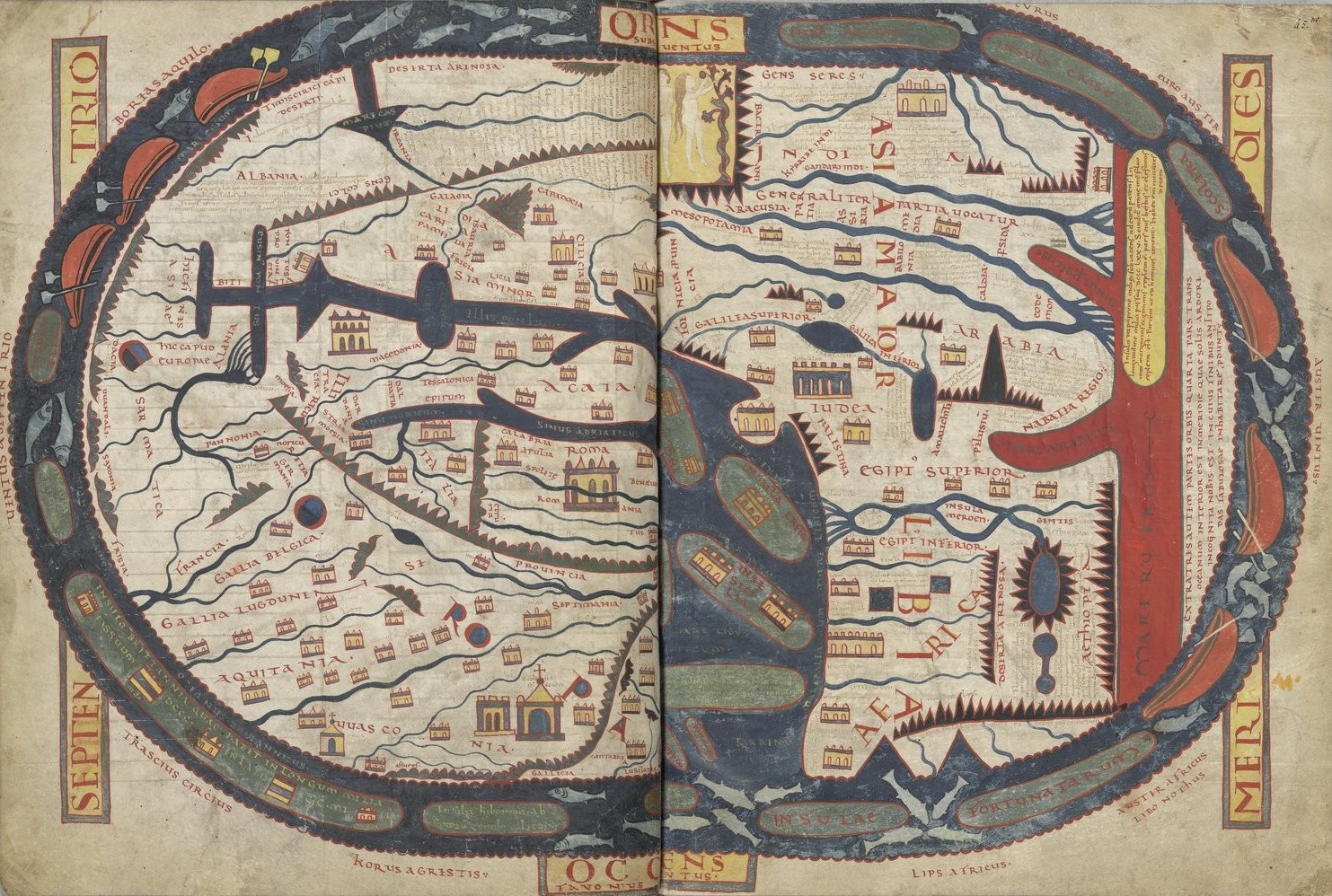
Mappemonde.

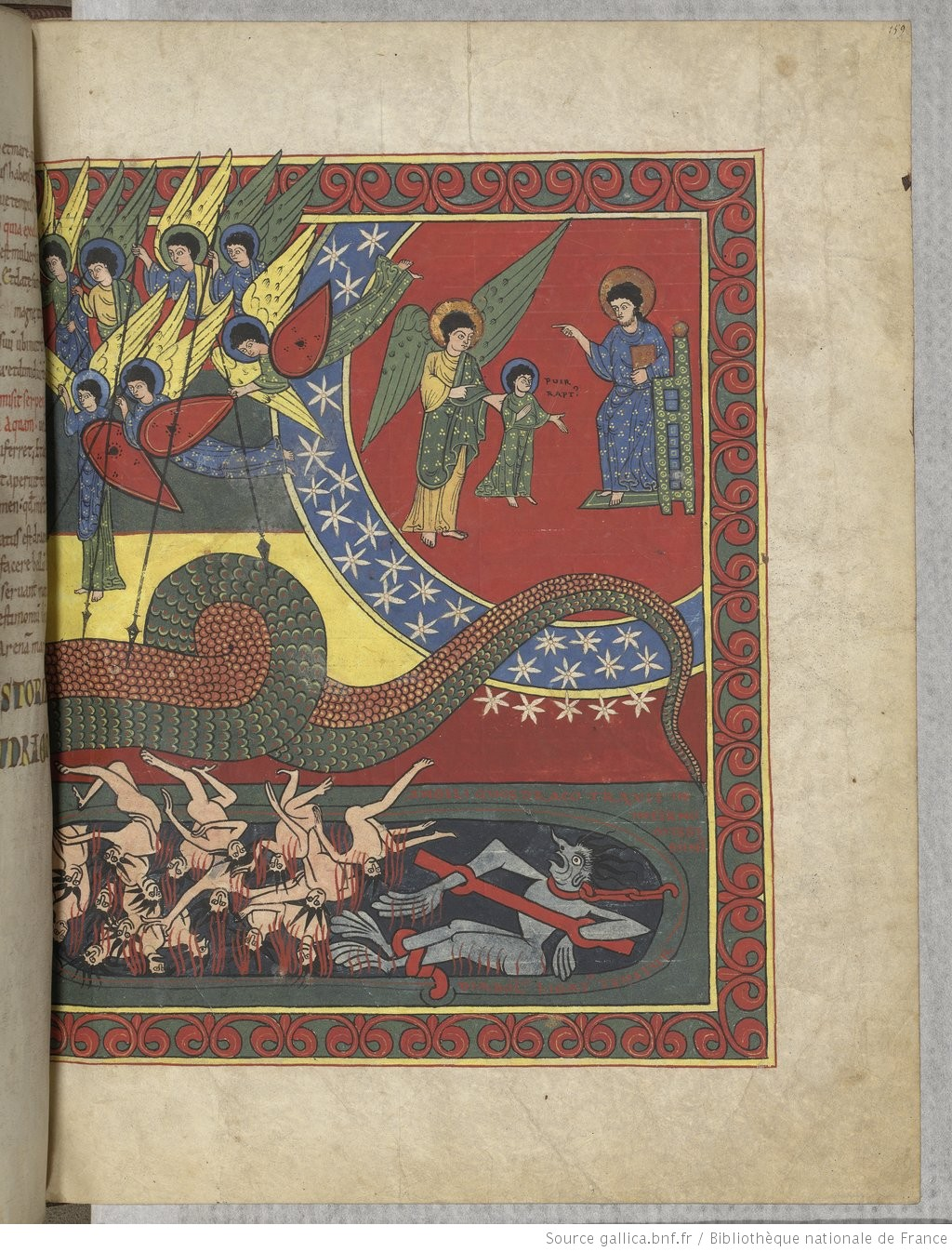
L'Enfant élu de Dieu pour sauver le monde de l'Enfer.
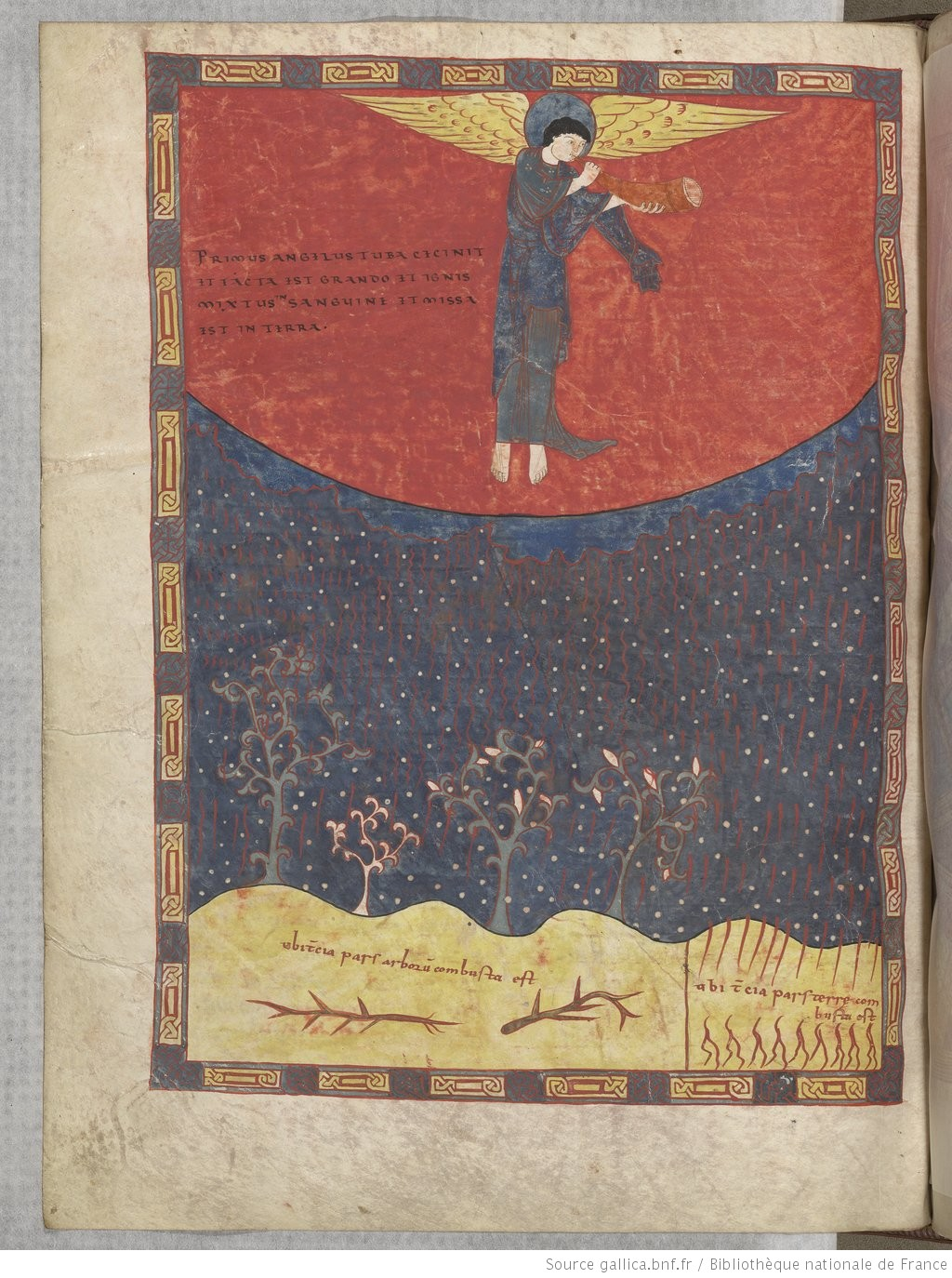
La pluie de feu et de sang.
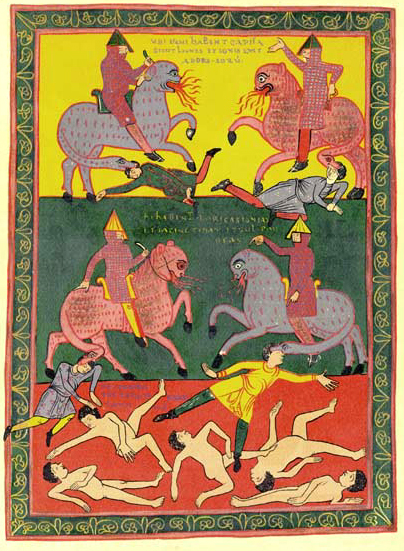
Les chevaux à têtes de lions.
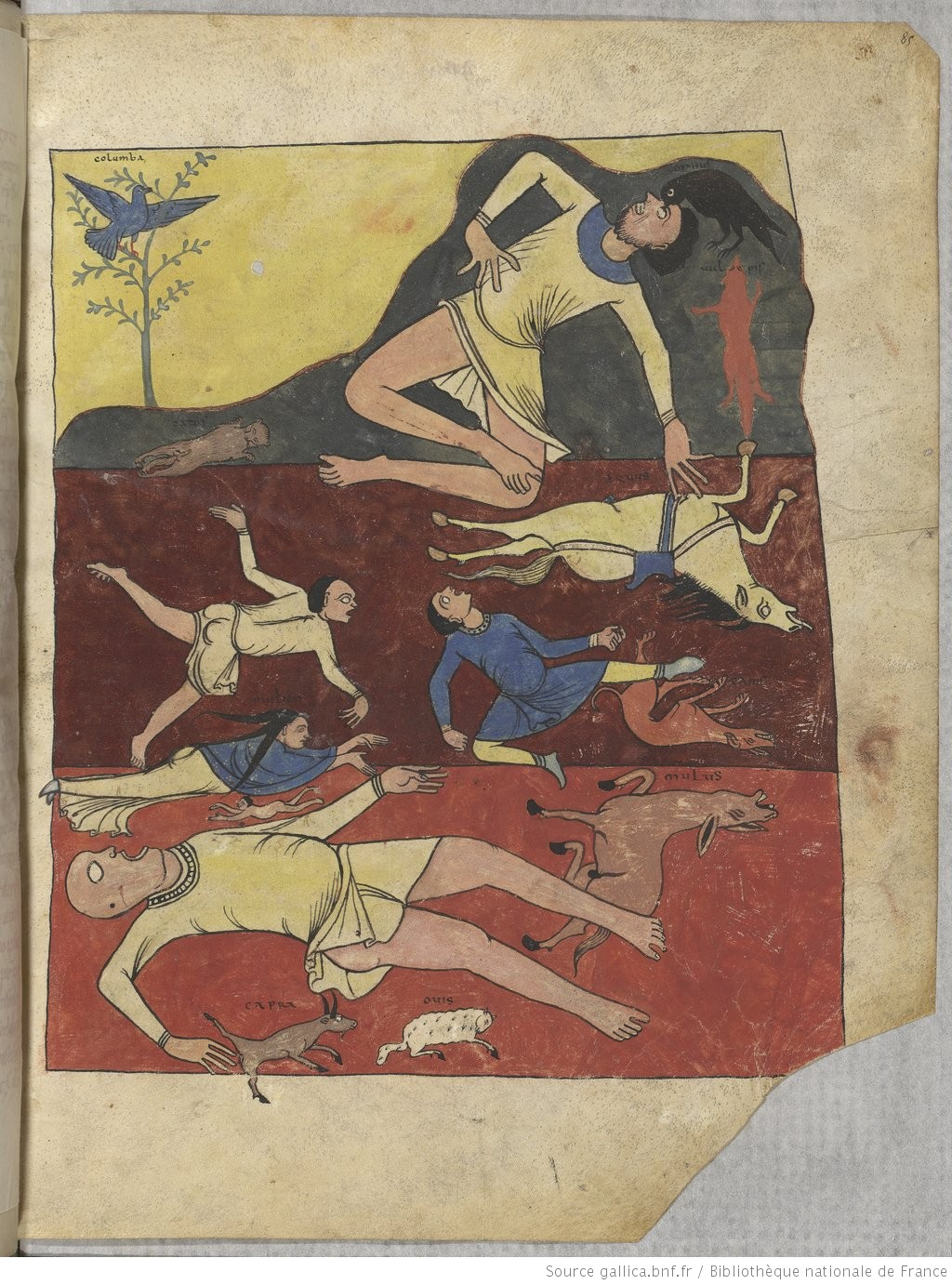
Le Déluge.
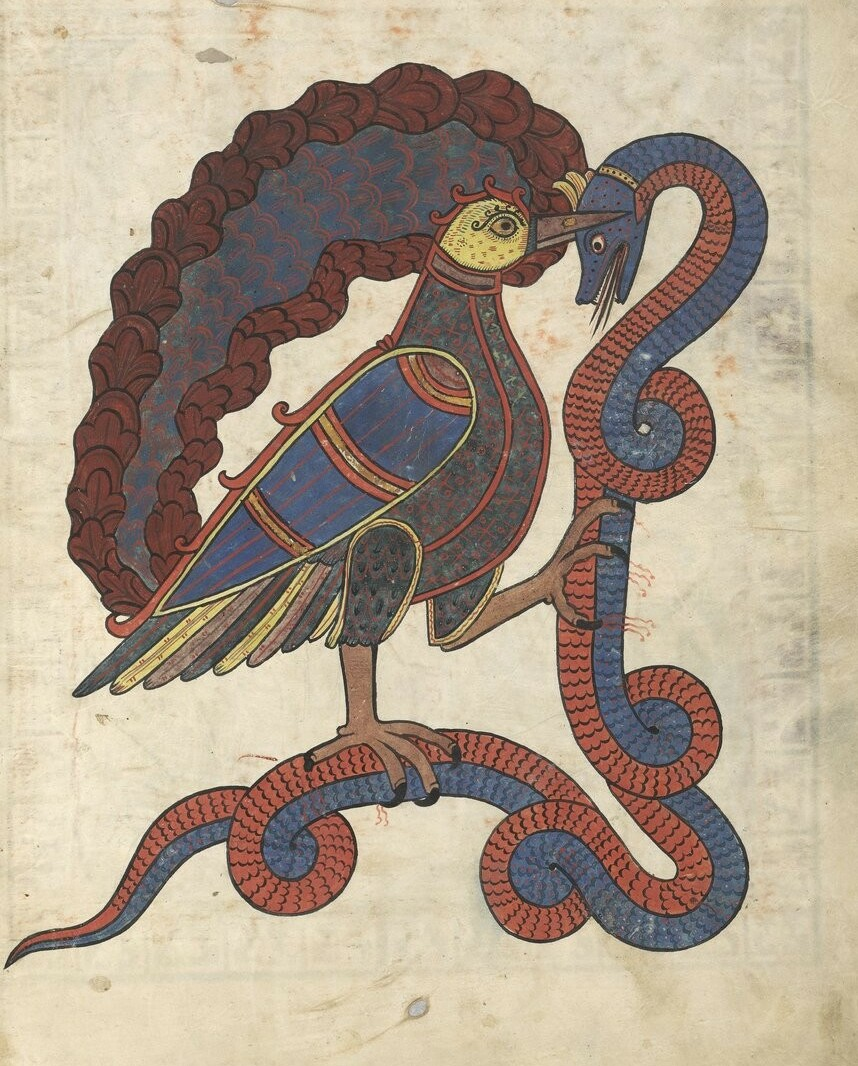
L'oiseau victorieux du serpent.
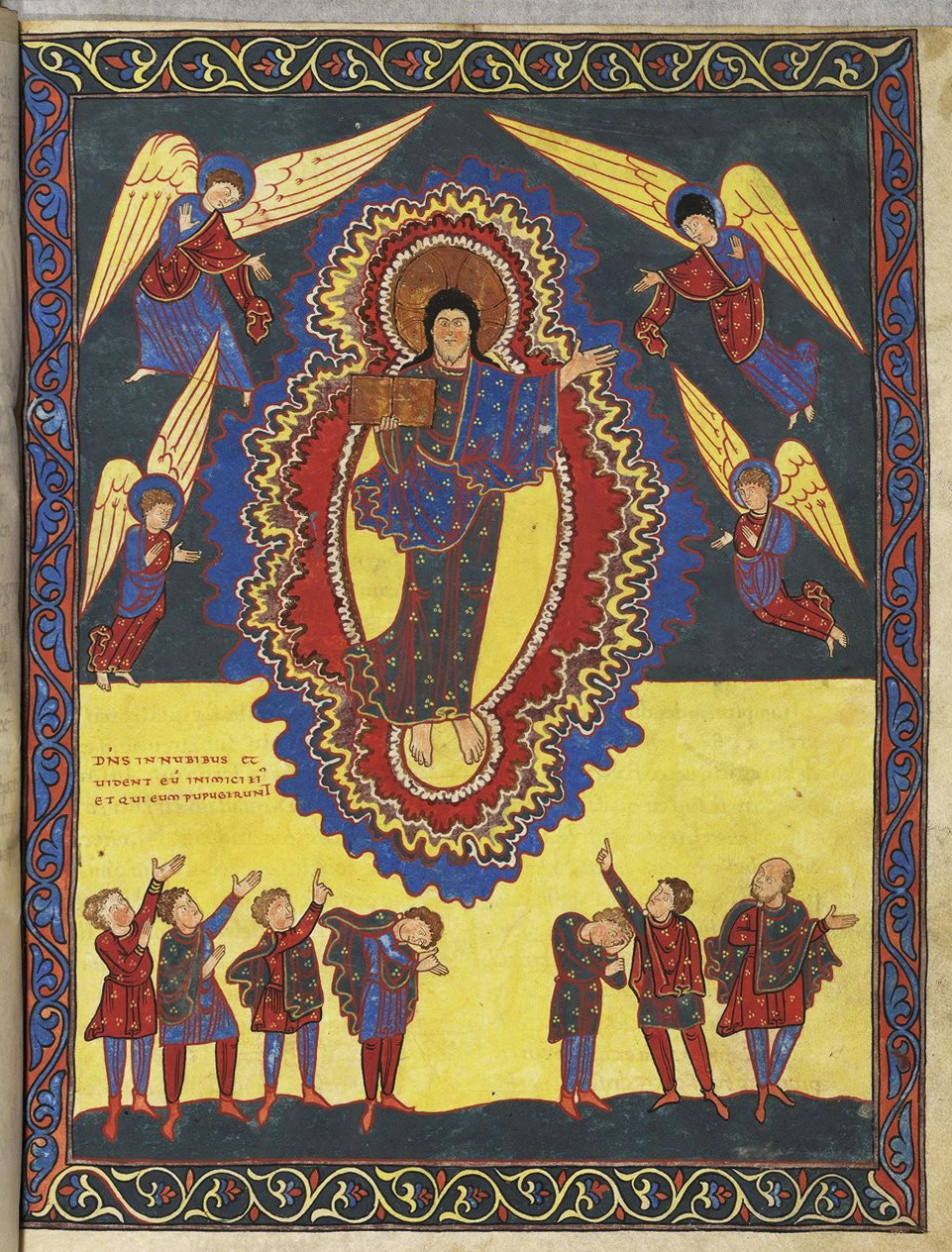
Apparition de Dieu.

### Le grand orgue

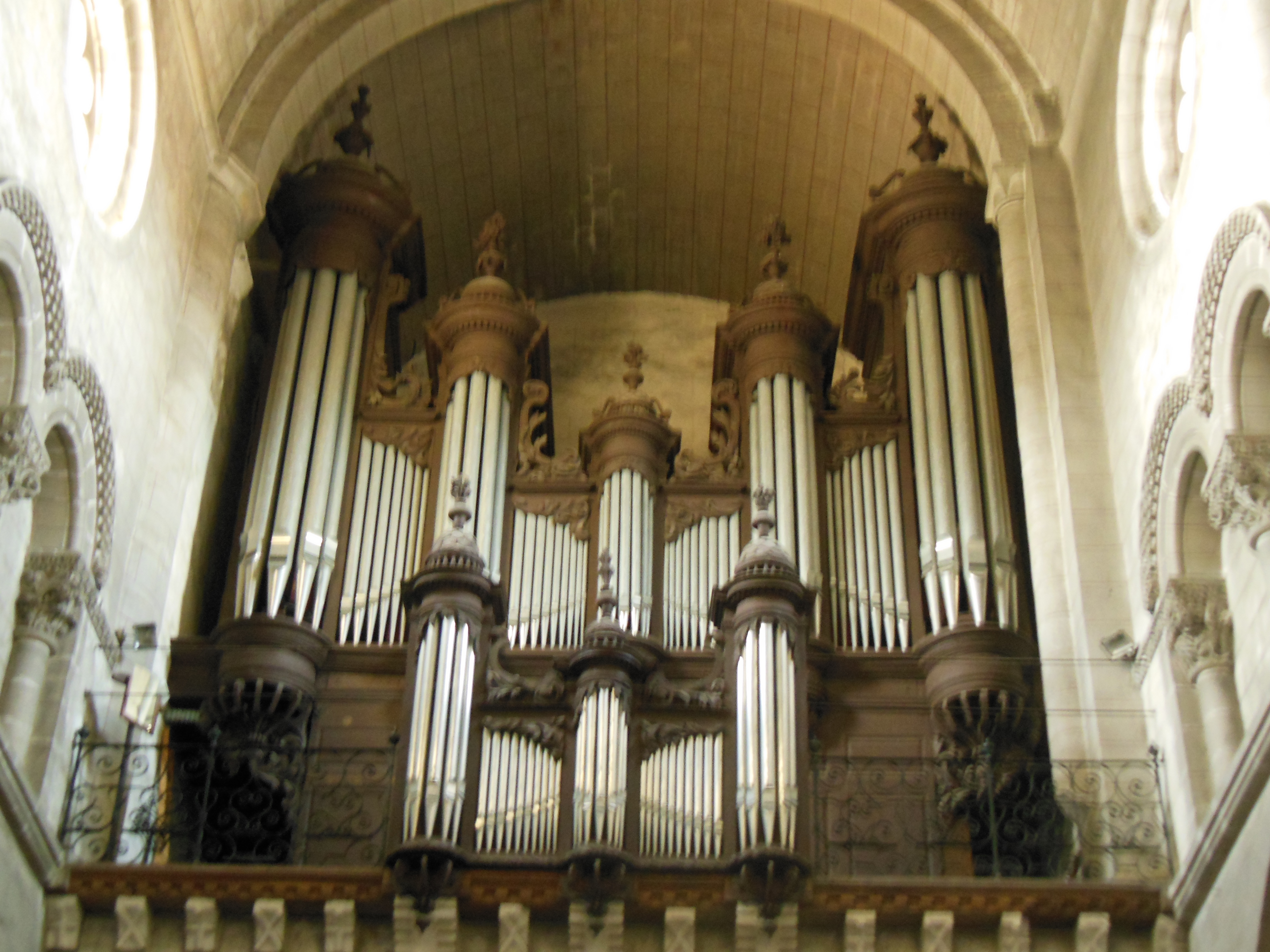
Le grand orgue.

En 1885, Aristide Cavaillé-Coll se voit confier la reconstruction complète de l'orgue de Dom Bédos (1762). C'est donc dans le buffet du XVIIIe siècle qu'est construit l'instrument visible de nos jours. Il est inauguré par Alexandre Guilmant le 9 octobre 1898. C'est le plus important orgue Cavaillé-Coll d'Aquitaine. Il n'a jamais été modifié. Il est classé dans la base Palissy des monuments historiques. Il comporte trois claviers et un pédalier, 36 jeux et 2,124 tuyaux[pas clair].